# 救護車

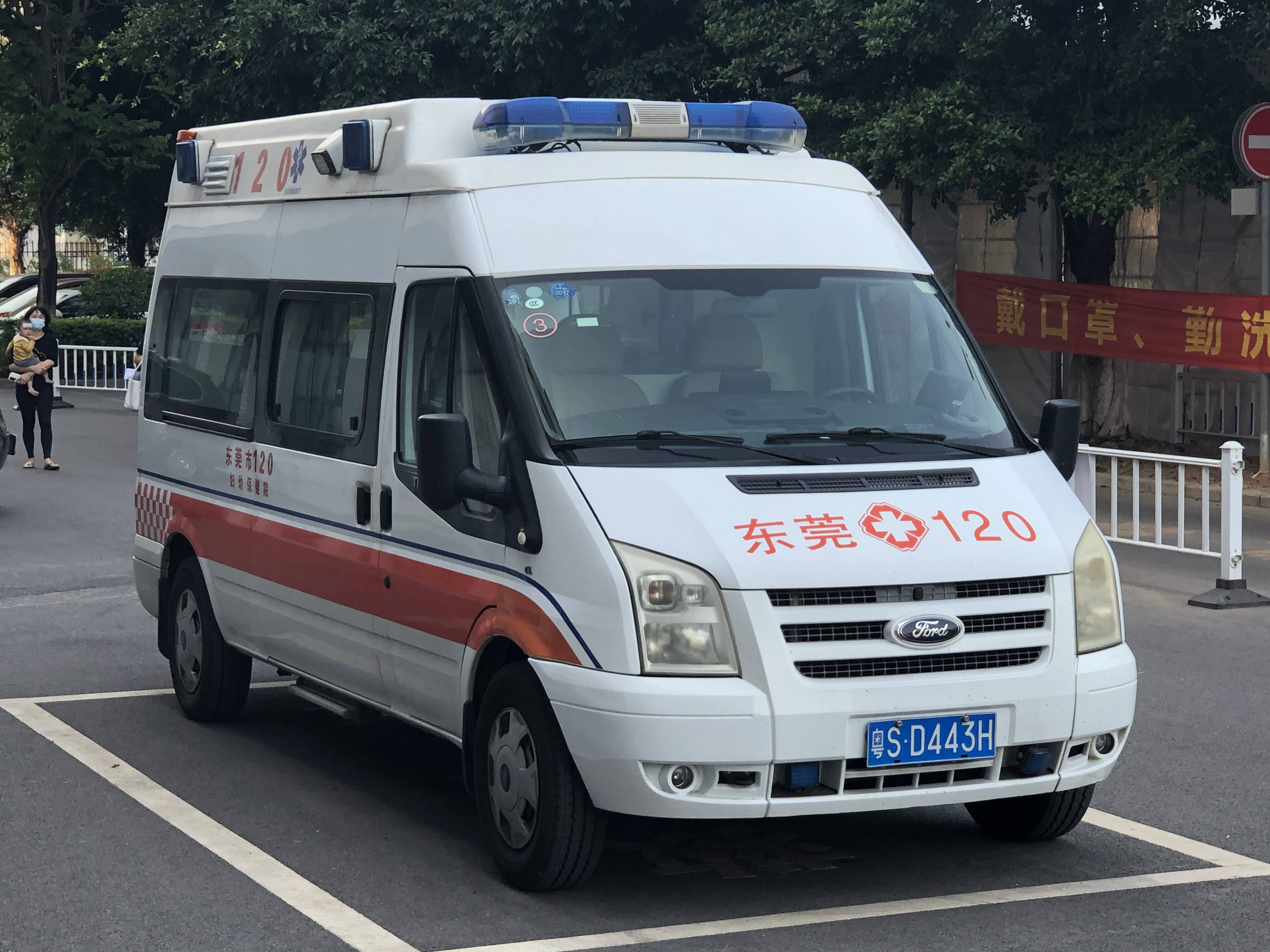
广东东莞的福特全顺救护车。

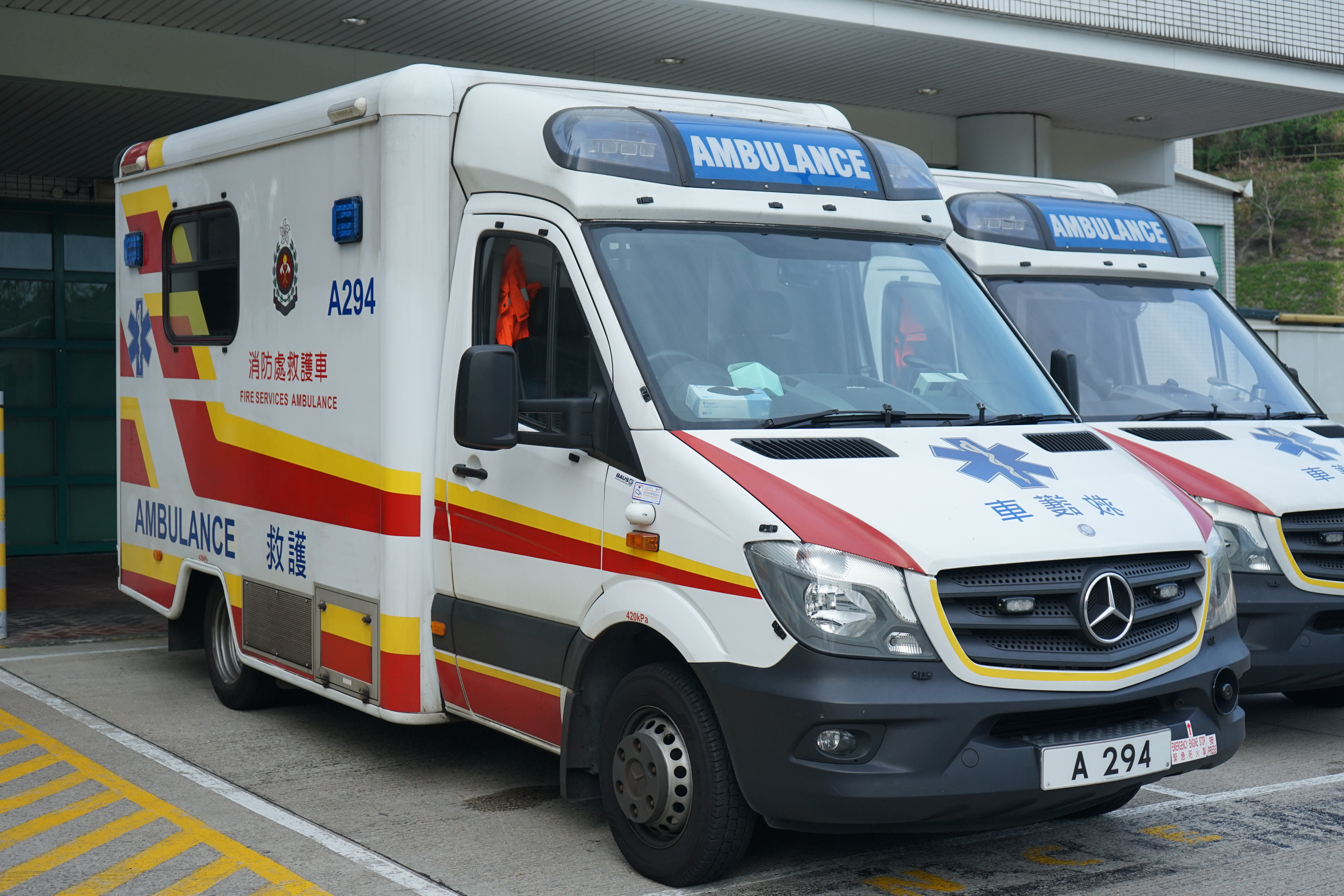
隸屬香港消防處的平治Sprinter救護車

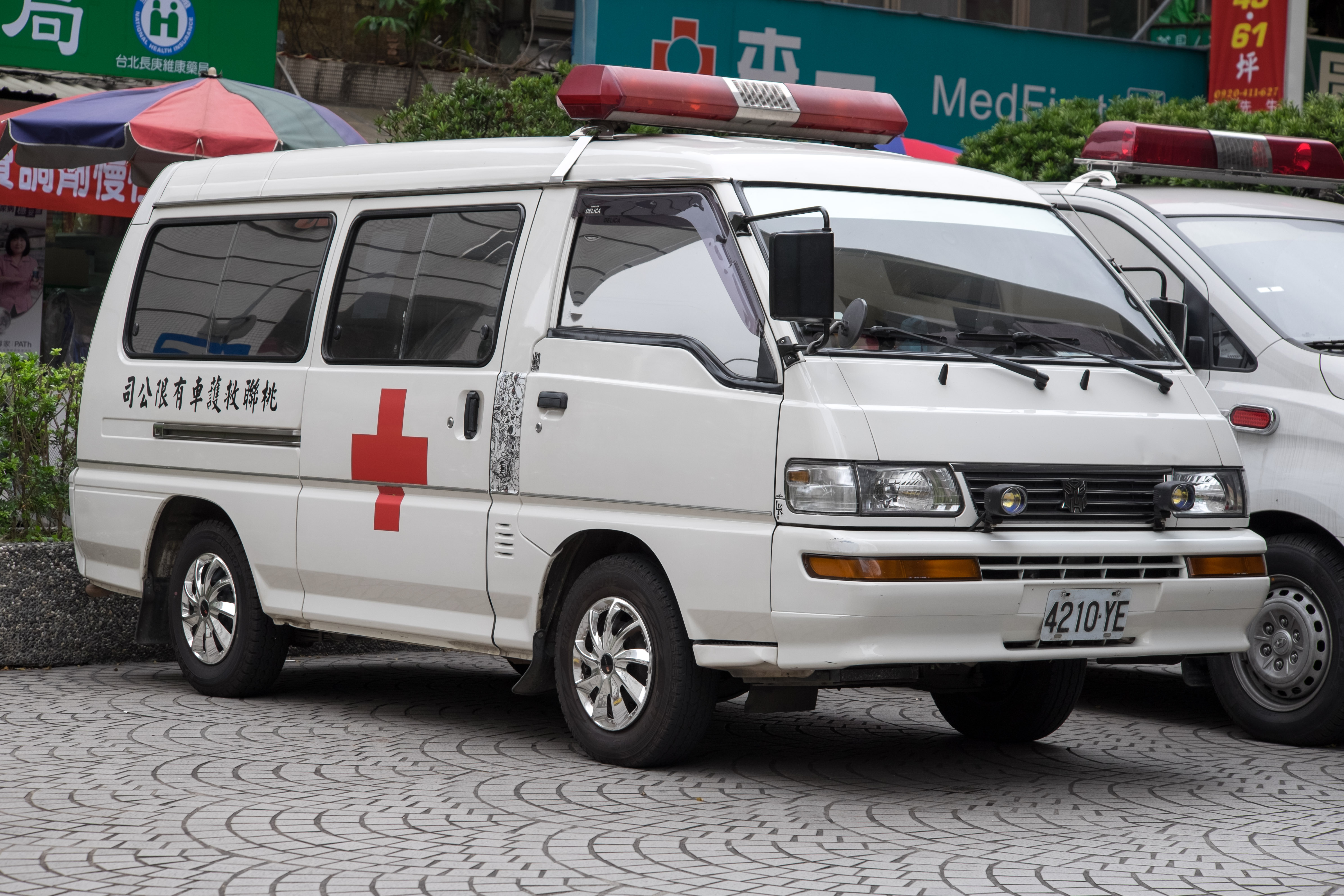
臺北長庚醫院外的三菱得利卡救護車

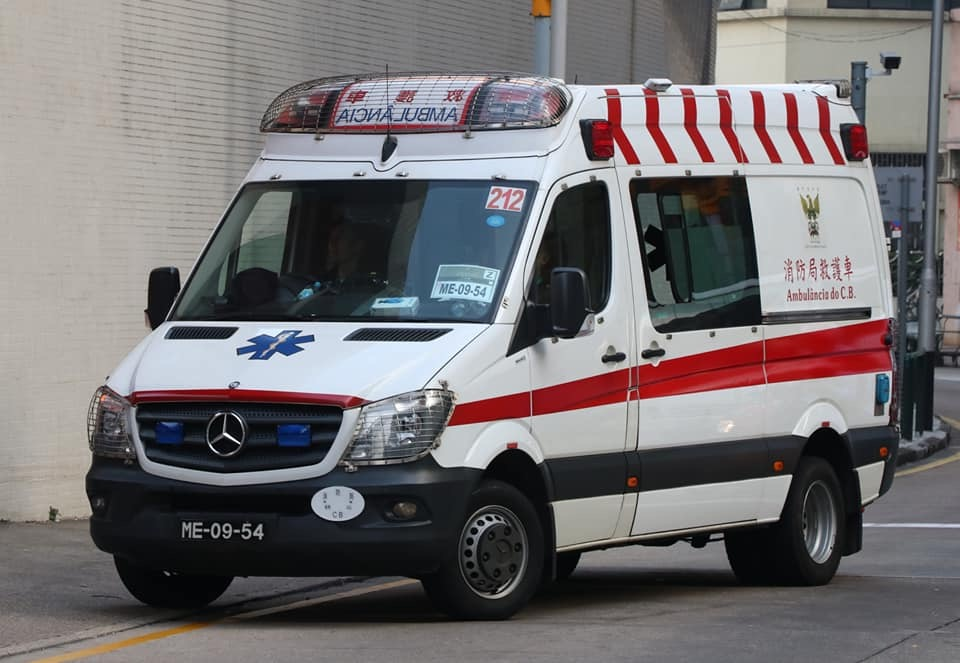
本澳消防局的平治Sprinter救護車

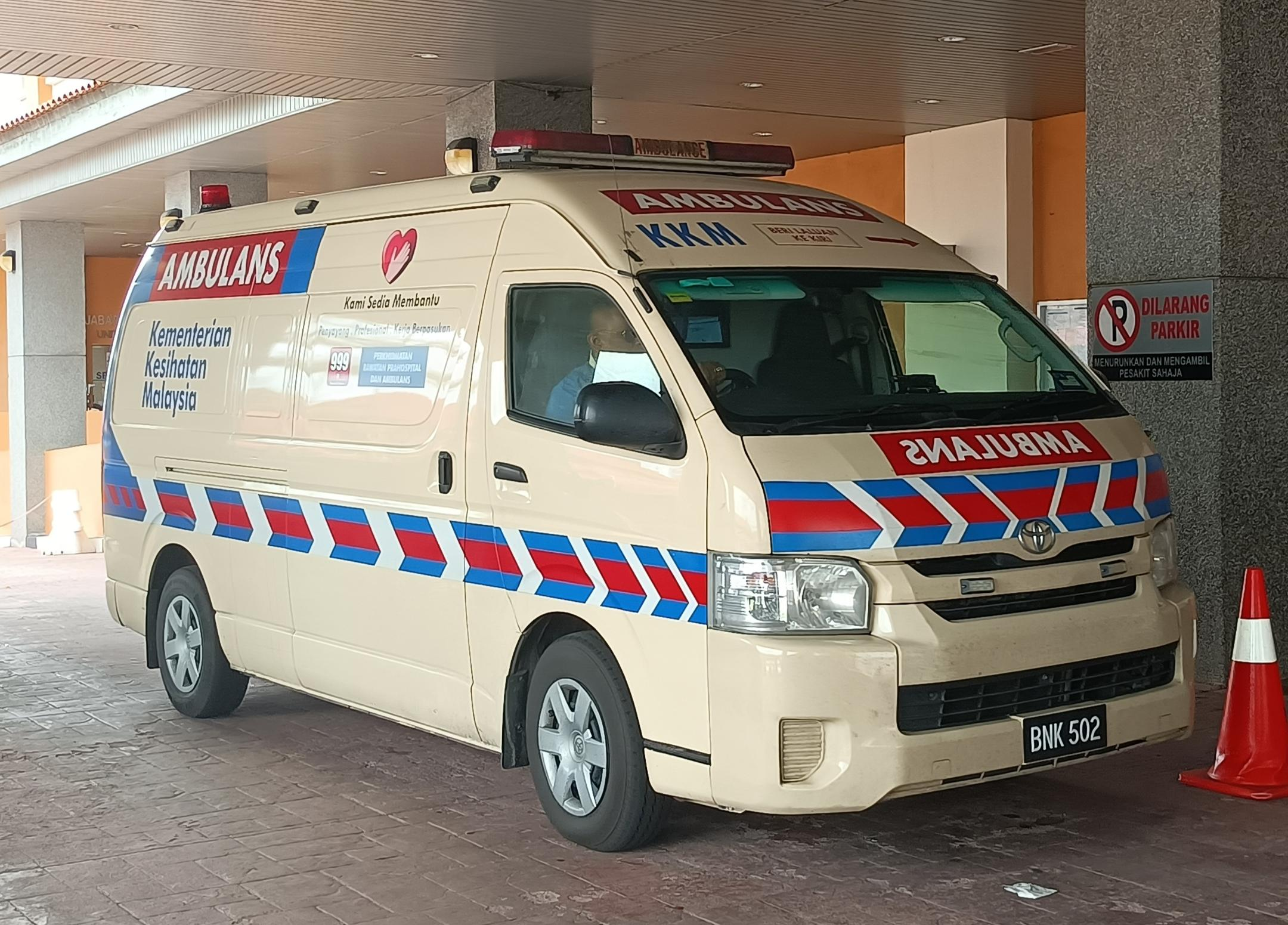
马来西亚的丰田Hiace救护车

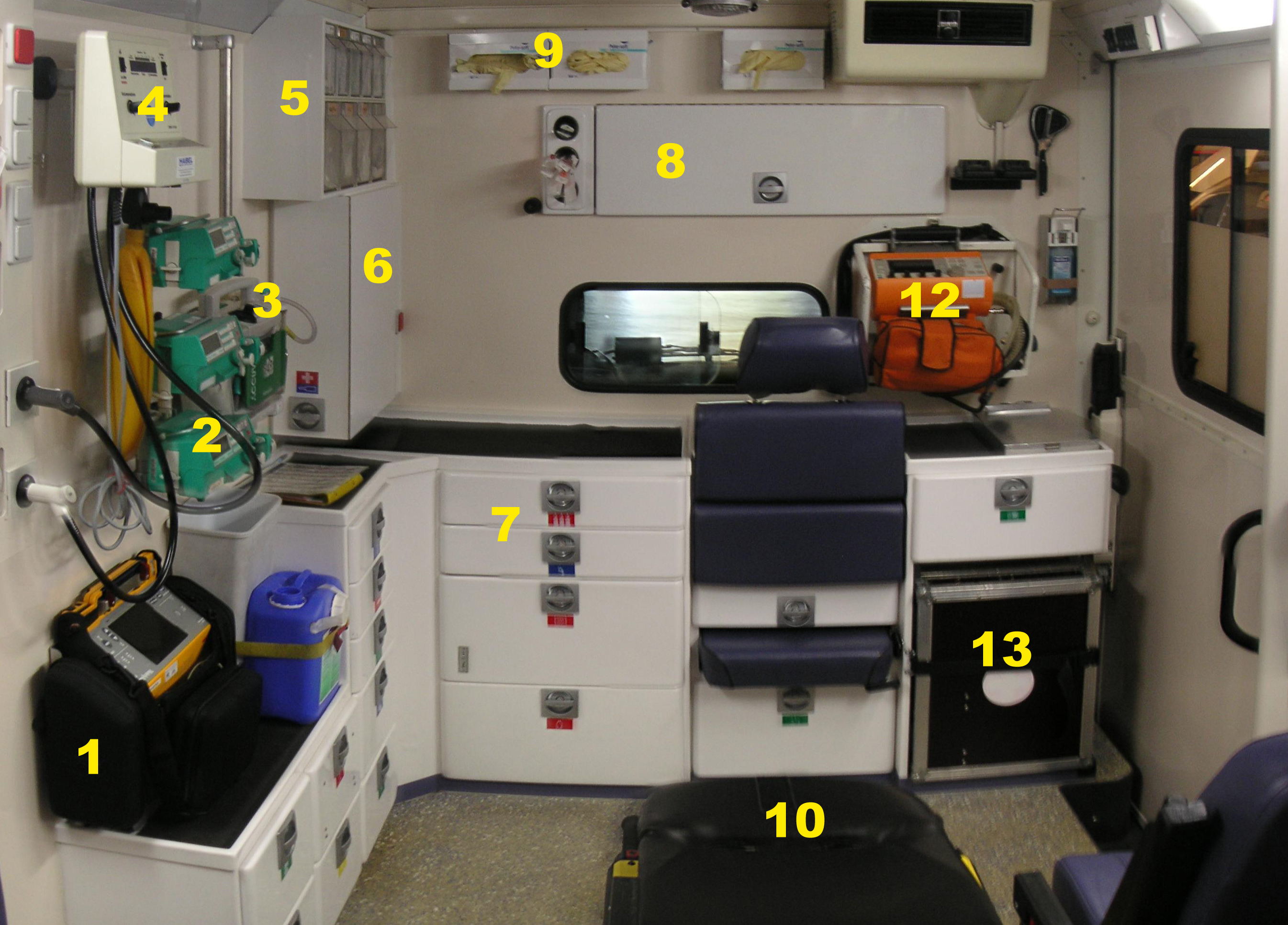
典型現代救護車上的裝備（1：除颤器/监护仪、2：注射器驱动器、3：抽吸装置、4：高流量CPAP、5：注射器和针头、6：药品、7：附加设备，例如输液、插管设备、8：附加设备，例如 CPAP-头盔，固定设备、9：医用手套、10：担架、12：呼吸机、13：紧急手提箱和背包）

救護車（英語：Ambulance）專指接載病患由傷病現場往醫院，或用作接載病情嚴重者作轉院服務的陸上緊急交通工具。但在「Ambulance」用語中，指不侷限於任何運送方式的各種交通工具，包括了救護車、醫護船、固定翼飛機、直昇機、救生艇、醫院列車，以及可克服地形障礙的全地形車、皮卡、訓練有素的快馬等等的交通工具，所以有別於中文所稱單一陸上交通工具「救護車」。
在香港，由於車廂外部通常塗上白色，由此又被稱為白車。 救護車可以分為緊急（基本生命拯救/進階生命拯救）、非緊急和快速反應單位三大類。
有些救護車車頭的「救護車」字樣是鏡像印製的，以便司機從後視鏡看見「救護車」字樣，及時避讓。
救護車服務可能由政府提供，亦有可能由慈善機構、志願人士、甚至私營公司提供。有些國家/ 地區的救護車服務完全免費，但亦有國家/地區的救護車服務是收費的。
救護車的常規配備包括擔架床、輪椅、呼吸輔助器、氧氣筒、血壓計、藥物或者點滴包、警示燈、蜂鳴器、無線電對講機、衛星定位儀等。各國各地政府可能賦予救護車某程度的特權，以方便其執行職務。
目前各地的緊急醫療服務系統大致可以分為兩種：第一種是「將病患送到醫師處」，第二種是「將醫師送到病患處」。視乎各地緊急醫療服務系統的取向，救護車上可能有各級緊急醫療救護技術員或者醫護人員，同時亦會有各式急救以及維持生命所需的先進設備。不過，在鄉郊或者第三世界地區，救護車可能只是一輛手推單輪平板車，駕駛或操作救護車的人員亦未必受過充足的訓練，情況較為惡劣。

## 徽章
大多數救護車上都有表示其重要性、所屬機構或地區之徽章。

生命之星
紅十字
紅新月
以色列紅大衛盾會標誌
代表聖約翰救傷隊馬爾他十字
部分地區消防部門之 Generic St. Florian Cross（英语：Saint Florian）

## 供求及濫用問題
以亞洲為例，一些發達地區如香港、澳門、日本、台湾，政府救護車服務通常是免費的，因而較易被濫用，造成公共資源浪費。台湾則是非緊急狀況，或是病患指定醫院、濫叫救護車，將會開罰或收費。
然而在一些發展中或落後地區，由于車輛緊缺和維護經費不足，乘坐救護車到醫院通常要召唤者支付昂貴費用。
有些小型醫院没有配備救護車，在急需使用救護車時（如轉移危重傷病員）只能向其他大醫院借用，這都造成了救治傷病員的延誤。

## 世界各地救護車

### 中華人民共和國

#### 北京

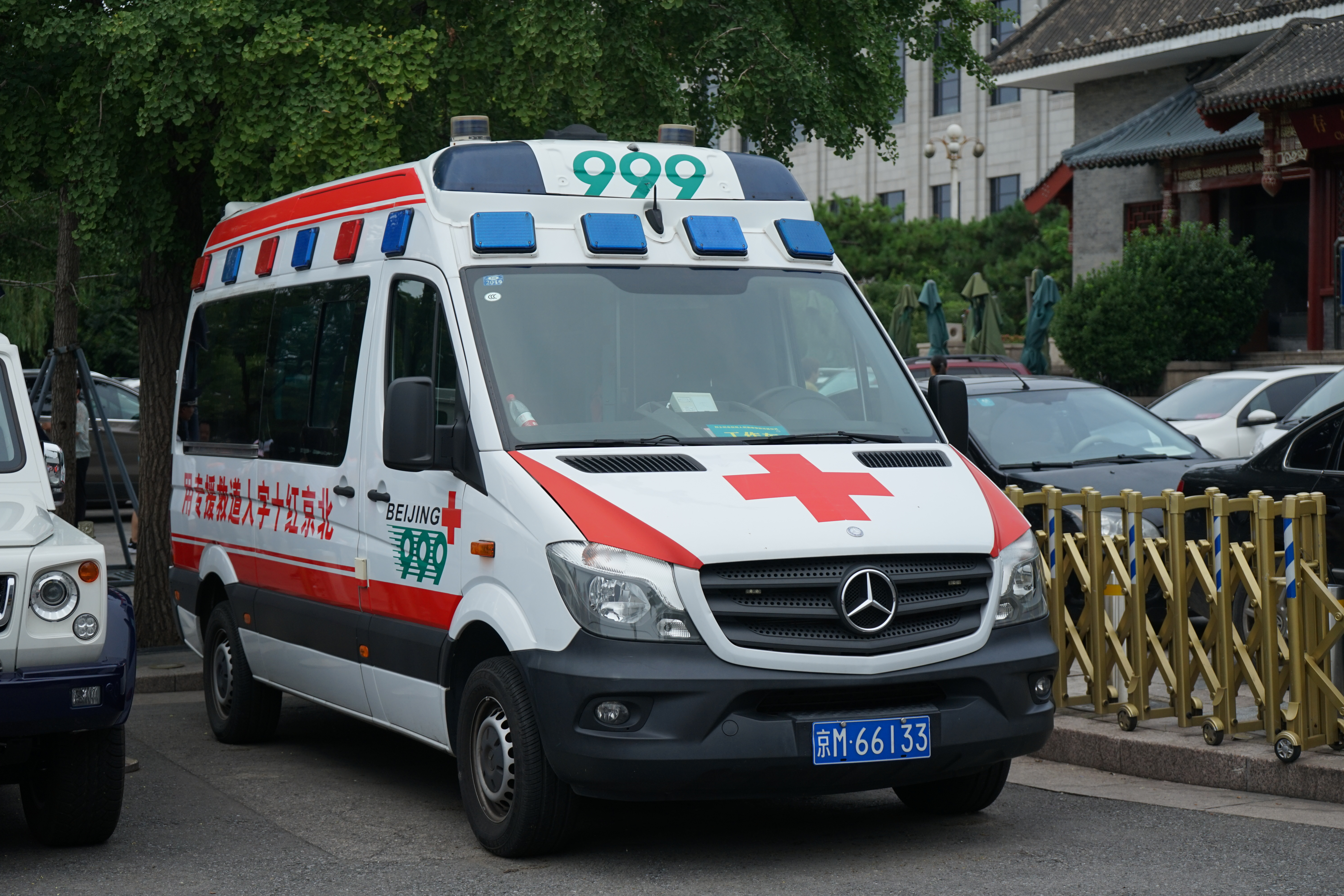
天安門廣場附近的救护车

北京市据2012年的统计已有救护车600辆，如果按2000万人口（2012年底北京常住人口为2069.3万人）来配备，数量已接近规划标准。由于救护车辆需要周转、维修等，实际需要配备的救护车数量通常要多于规划标准。北京市卫生局2013年1月公布的《北京市救护车管理办法》，规定对救护车配置实行总量控制制度。院前急救用车配置，在综合考虑北京地区人口状况和医疗救护服务需求等因素后，依据最短急救半径、最快反应时间的原则，按照每3万人口配置1辆院前急救车。此前的标准规定为每5万人配1辆急救车。
北京市明确规定，非紧急情况下，救护车不得闪灯鸣笛、不享有道路优先权。违反交规的急救车将由交管部门依法予以处理。

#### 上海

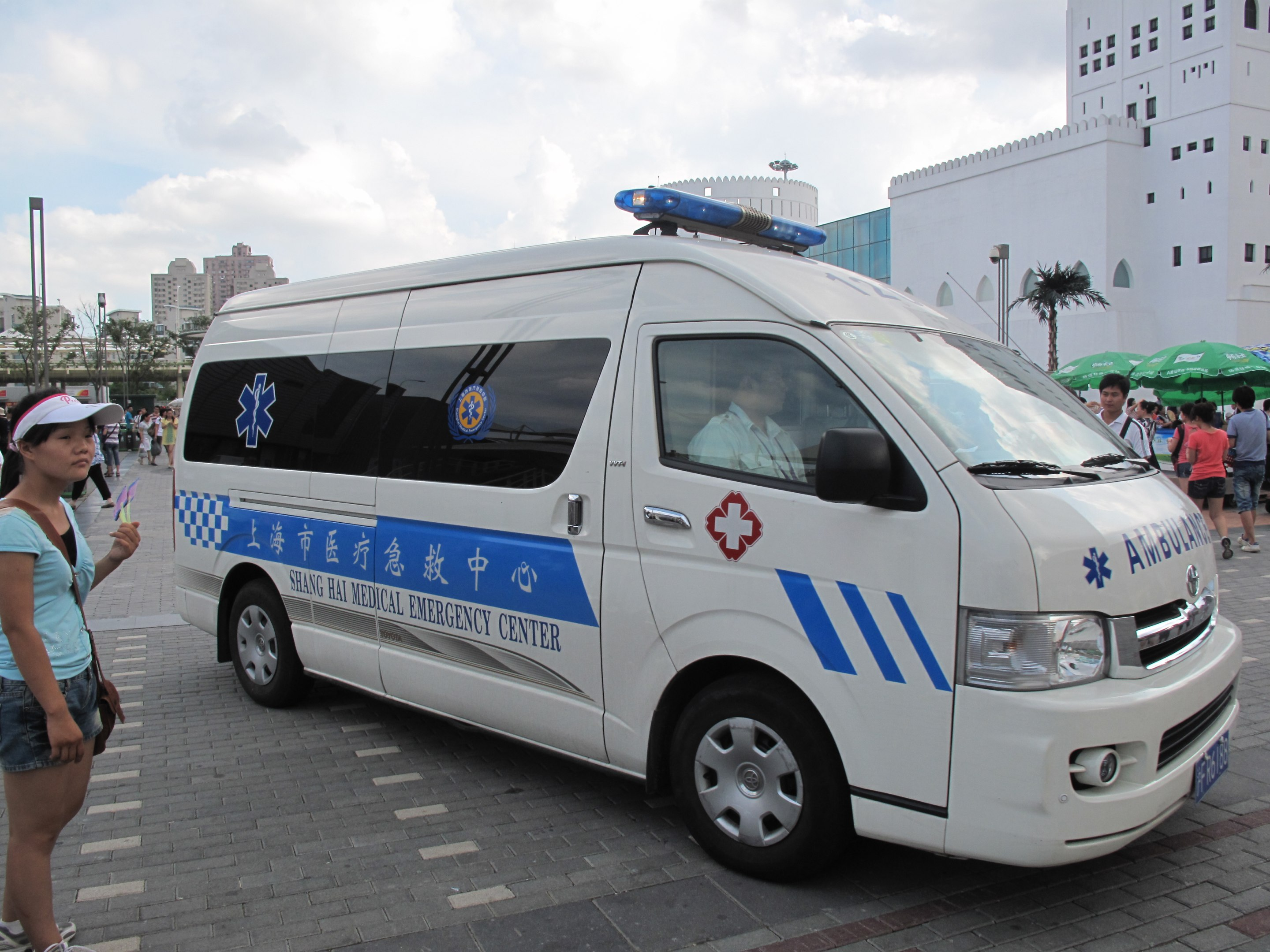
上海市醫療急救中心的救护车

上海市据上海市卫生健康委2018年发布的数据：全市急救分站总数达164个，覆盖16个区。全市有救护车907辆，年出车81万次，平均反应时间13.8分钟。

#### 武汉
武汉市急救中心2020年2月接受央视采访时透露，2019年武汉市疫情发生前，全市救护车总量57辆。据武汉市统计局2018年数据，武汉市常住人口1108.1万，每19.4万人配1辆救护车。远远达不到1994年发布的《医疗机构基本标准（试行）》规定的每5万人配1辆急救车。Tratamento para alcoólatra （页面存档备份，存于）

#### 廣州

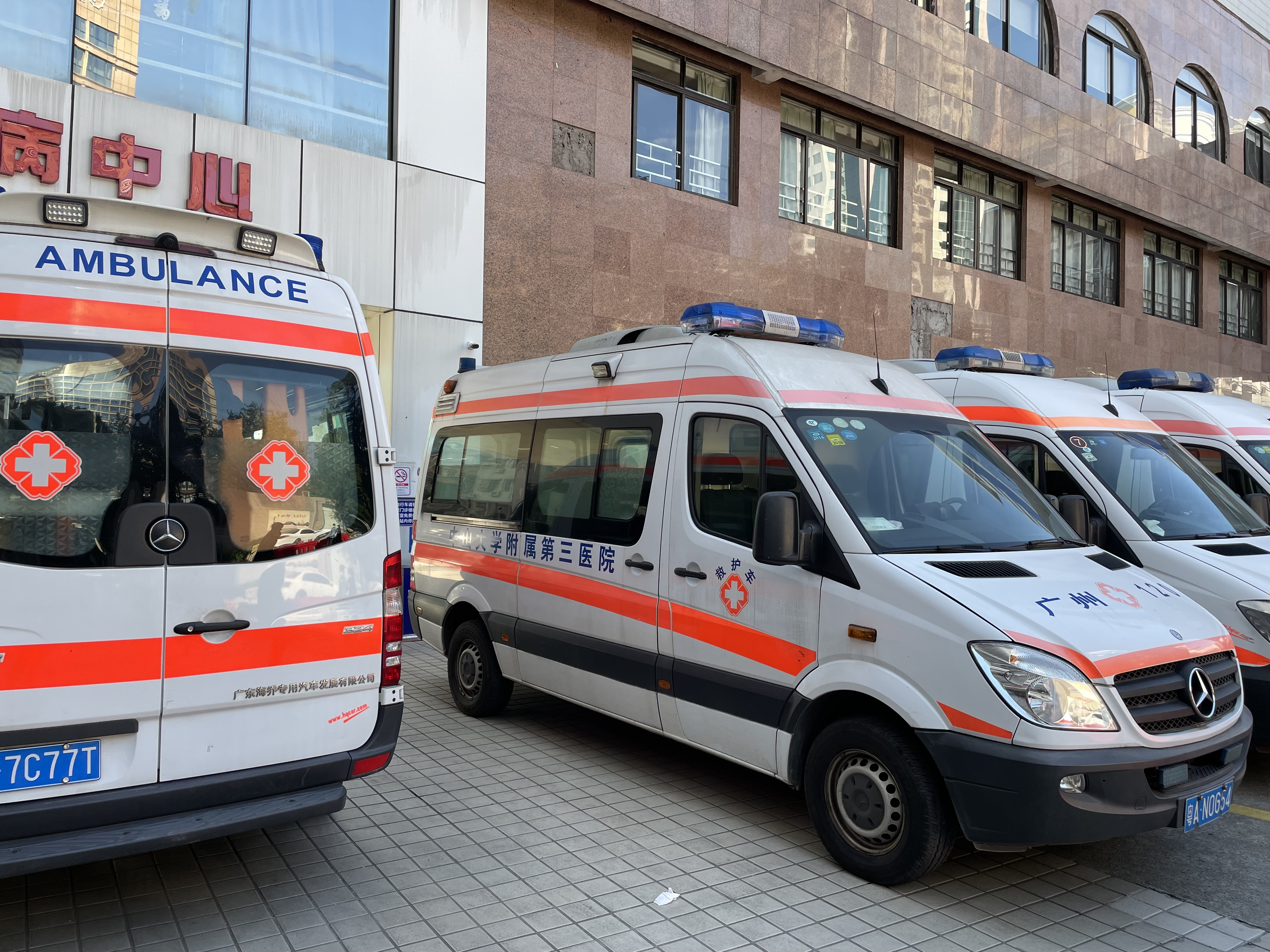
中山大学附属第三医院的救护车

廣州市急救醫療指揮中心成立於1989年12月31日，隸屬廣州市衛生局。目前該中心有185輛救護車，覆蓋廣州市城區，服務範圍約1500平方公里。

#### 澳門

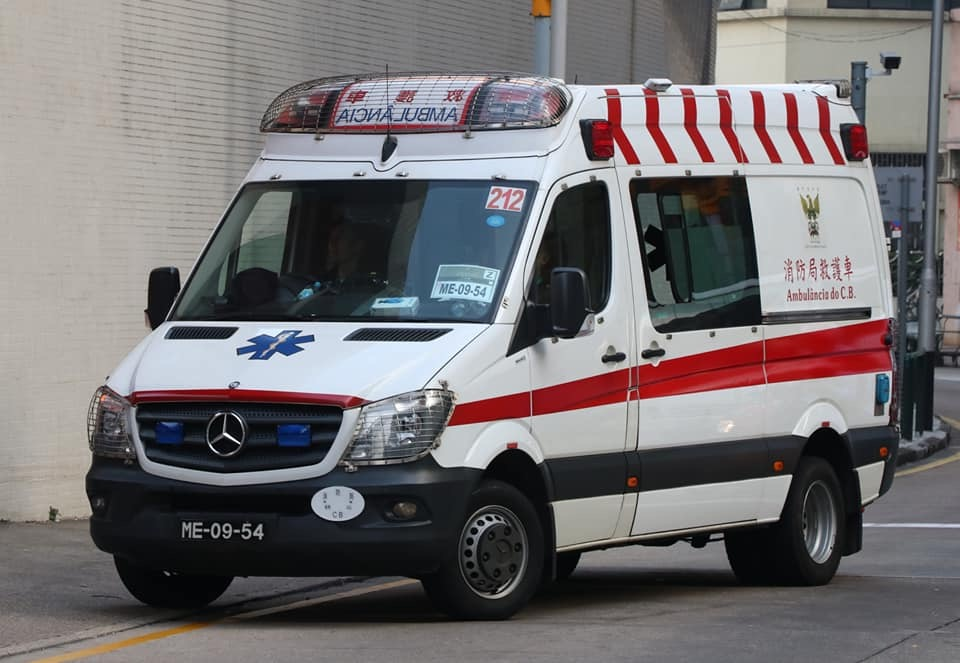
消防局救護車

澳門的緊急救護服務以往由各公、私營機構分別各自提供。1995年由治安警察廳負責緊急救護服務，消防隊負責病人運送工作。其他政府部門及私營機構亦同時提供各自的救護車服務，直至1998年澳門政府重組救護車管理，將緊急救護服務統一由消防隊負責，而其他政府部門、公營機構或私營機構的救護車則作為輔助救護服務。
全澳門現時大約有合共90輛救護車，管有救護車的政府部門或私營機構
保安部隊及保安部門
- 消防局
- 治安警察局
- 懲教管理局
- 澳門保安部隊高等學校：（已退役）

公共部門、公共機構
- 衛生局
- 體育局
- 紅十字會

私營機構
- 鏡湖醫院
- 科大醫院
- 澳門賽馬會救護車（1/4/2024隨澳門賽馬會經營結束停用）
- 中國澳門汽車總會
- 足球總會

其他/駐澳機構
- 中國人民解放軍駐澳部隊

配合救護輔助工作，部分公共部門、機構或私營機構配備特別用途的救護車輛:
- 消防局：負壓救護車、救護裝備運輸車，救護巴士，救護電單車
- 衛生局：流動傷者治療中心、具負壓功能之負壓人員運送車
- 紅十字會：救護巴士，救護電單車，救護裝備及人員運送車

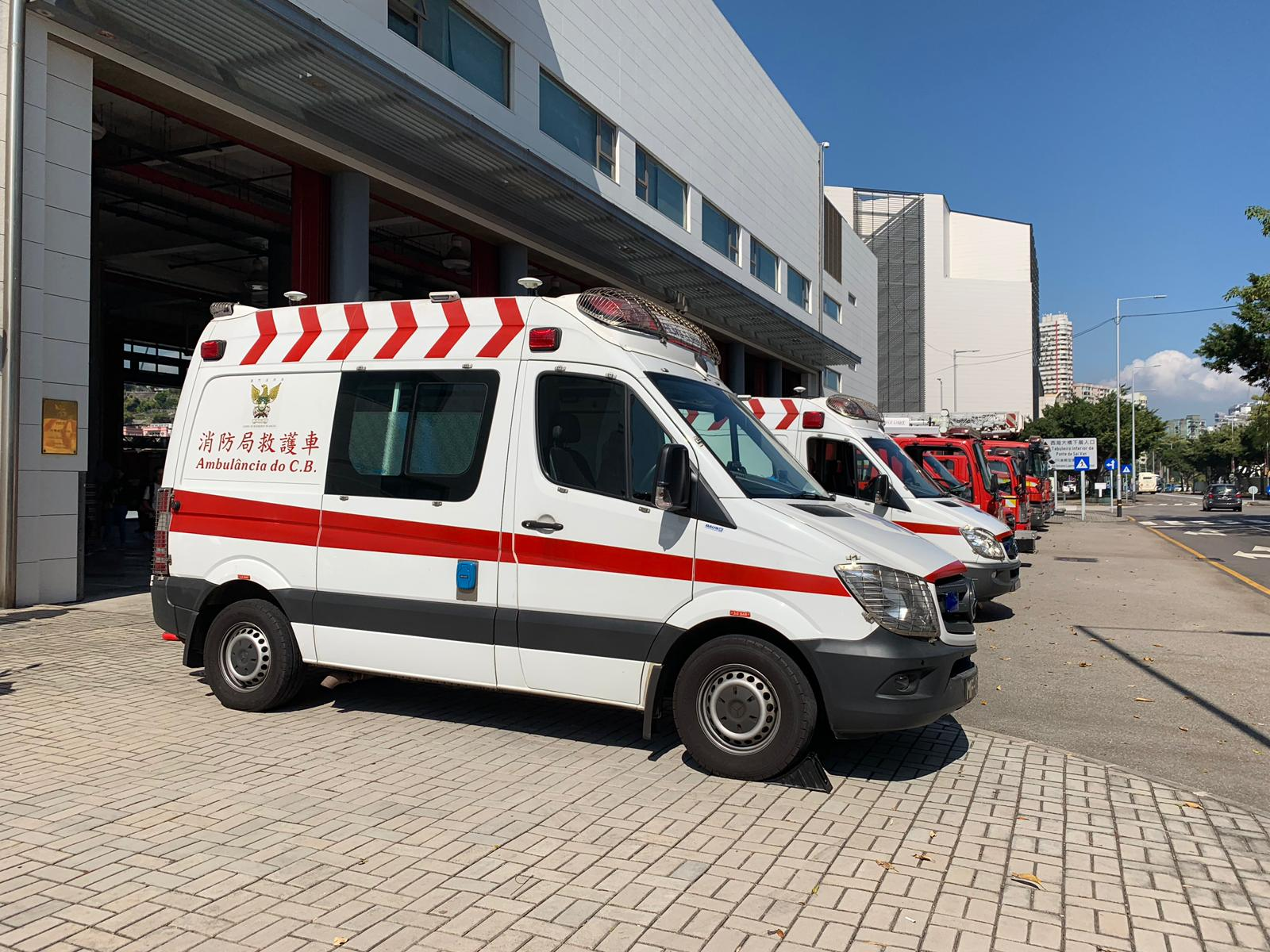
消防局救護車
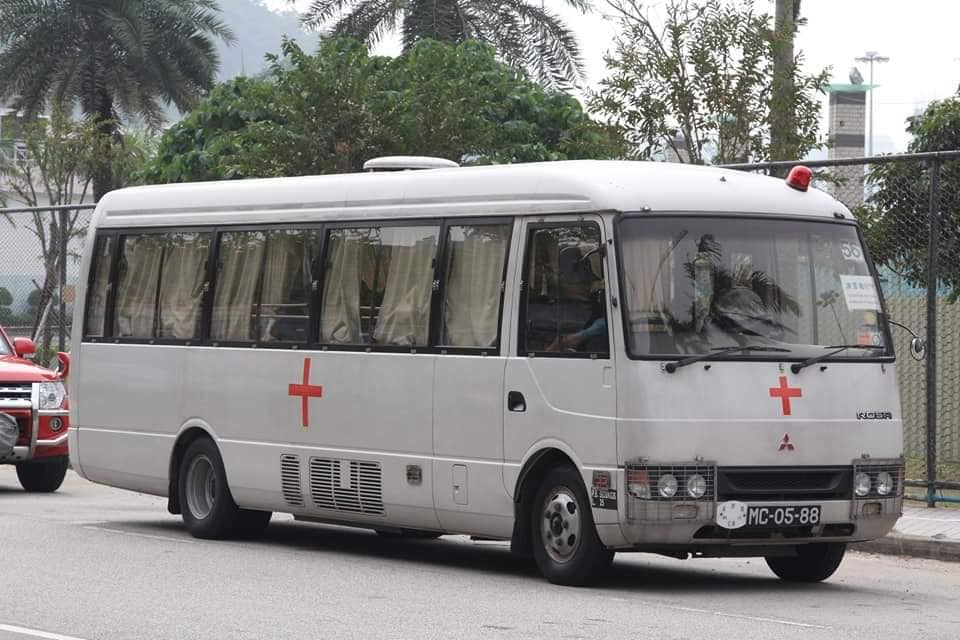
消防局救護巴士
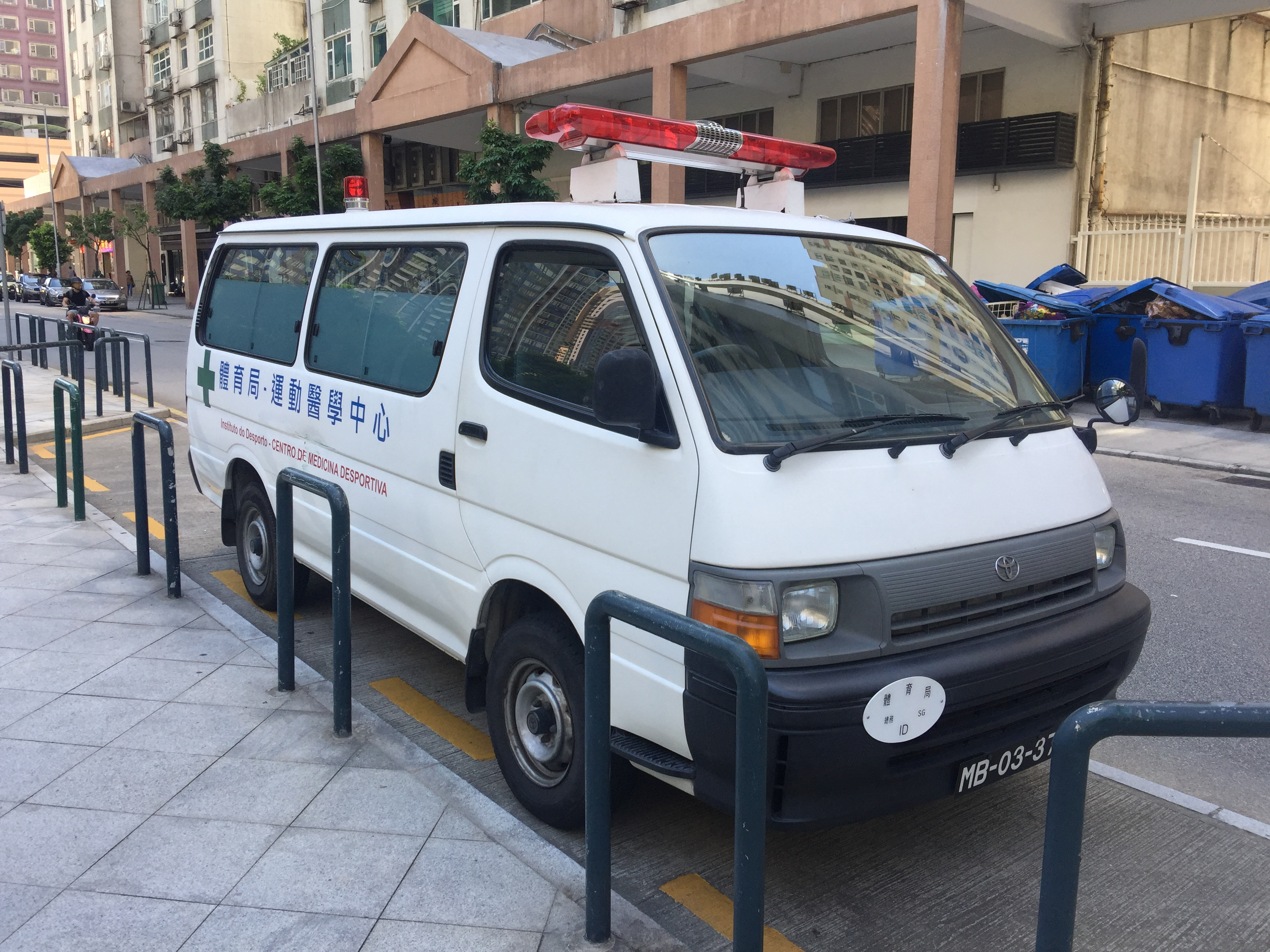
體育局運動醫學中心救護車
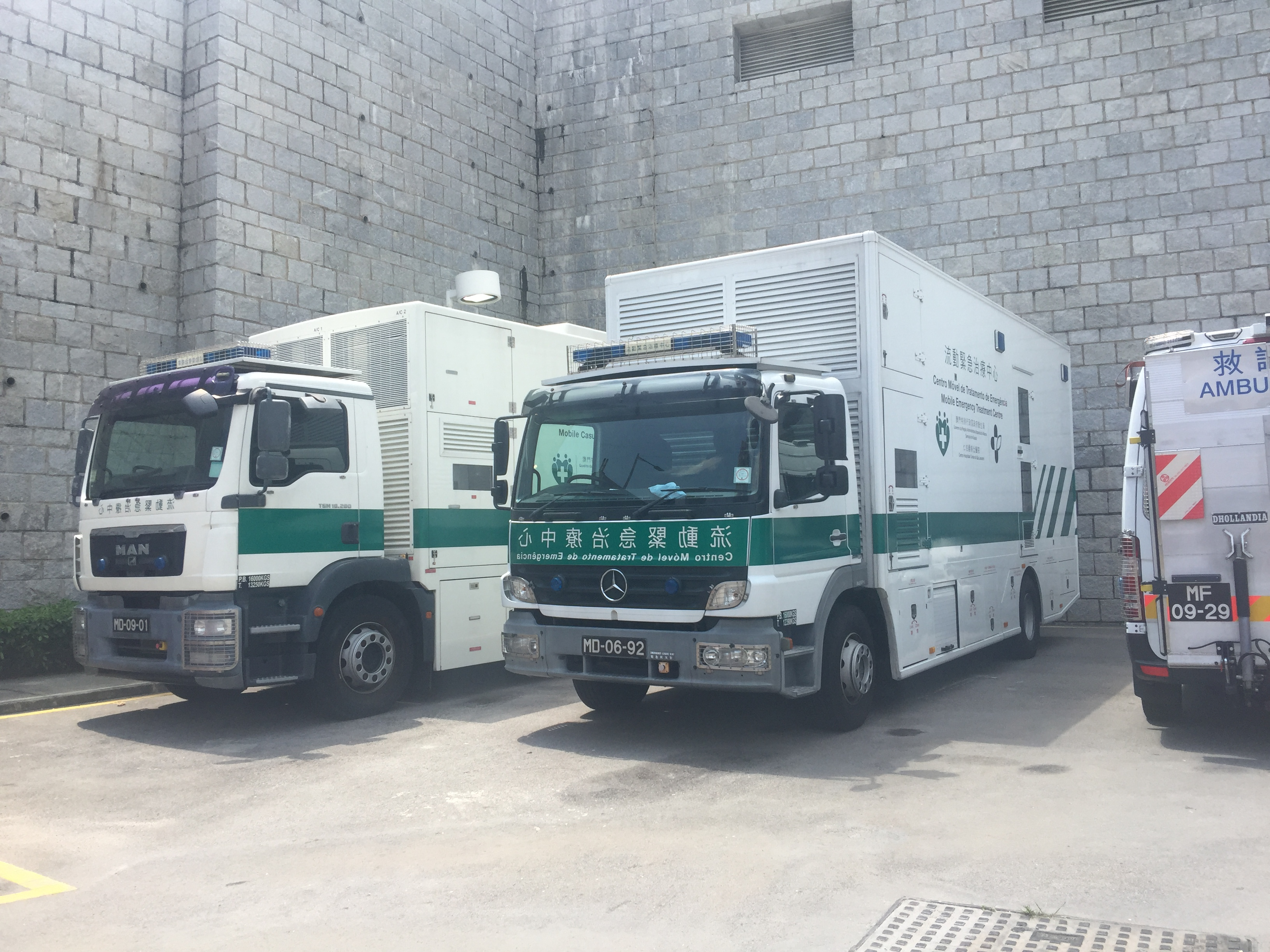
衛生局流動緊急治療中心
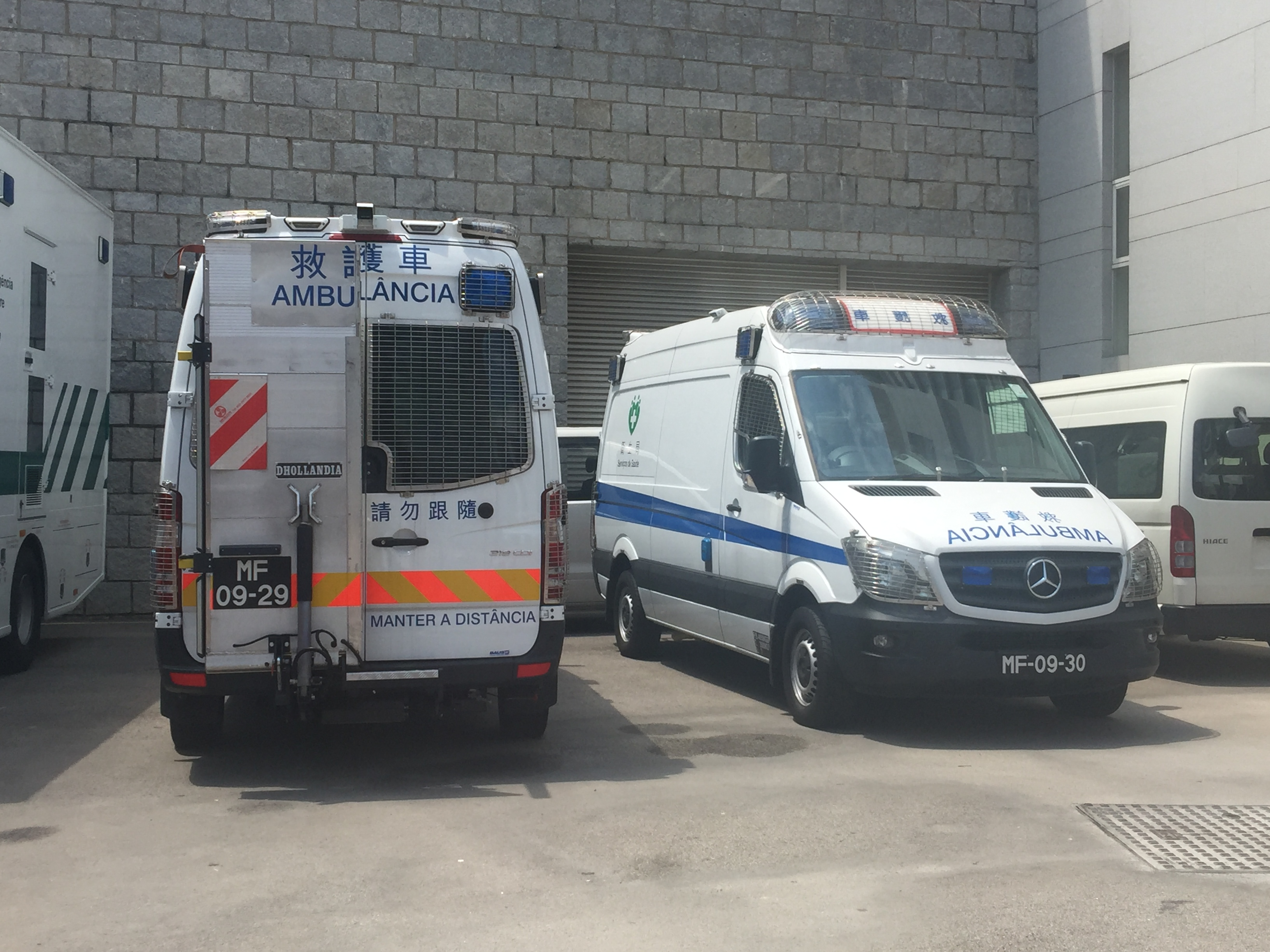
衛生局救護車
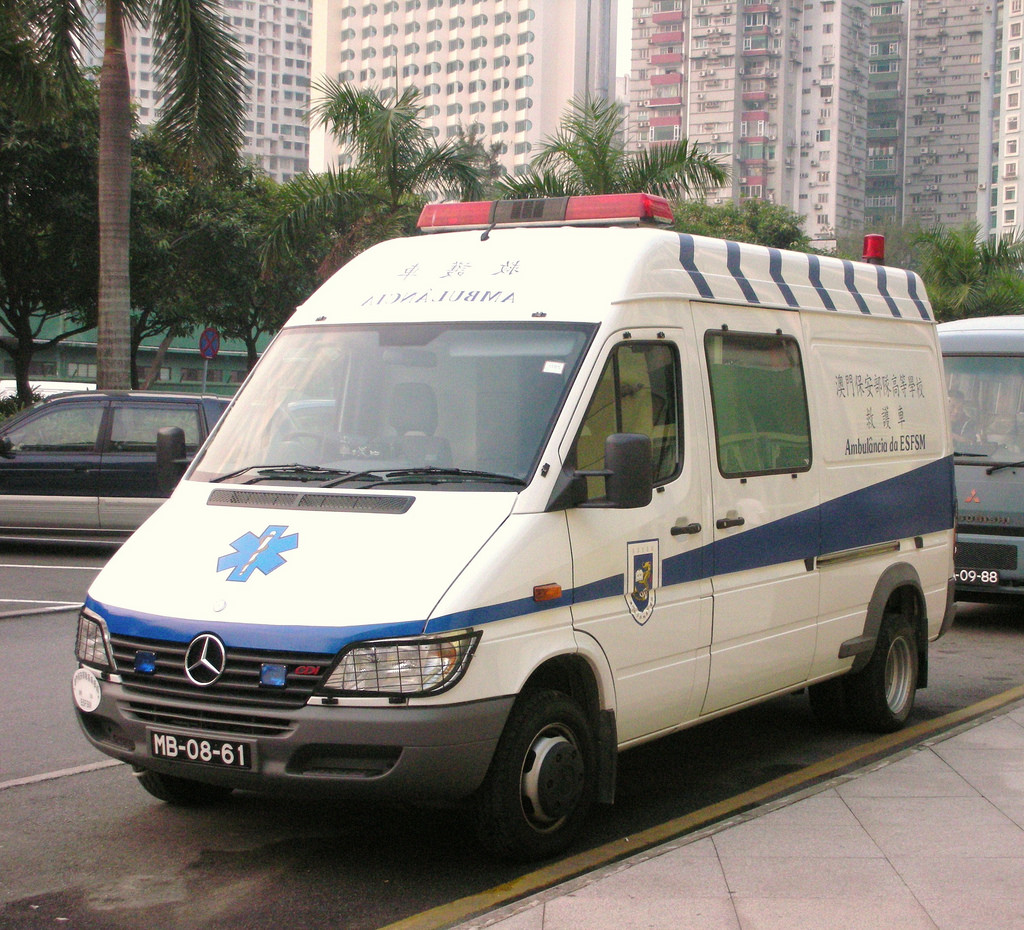
保安部隊高等學校救護車（已退役）
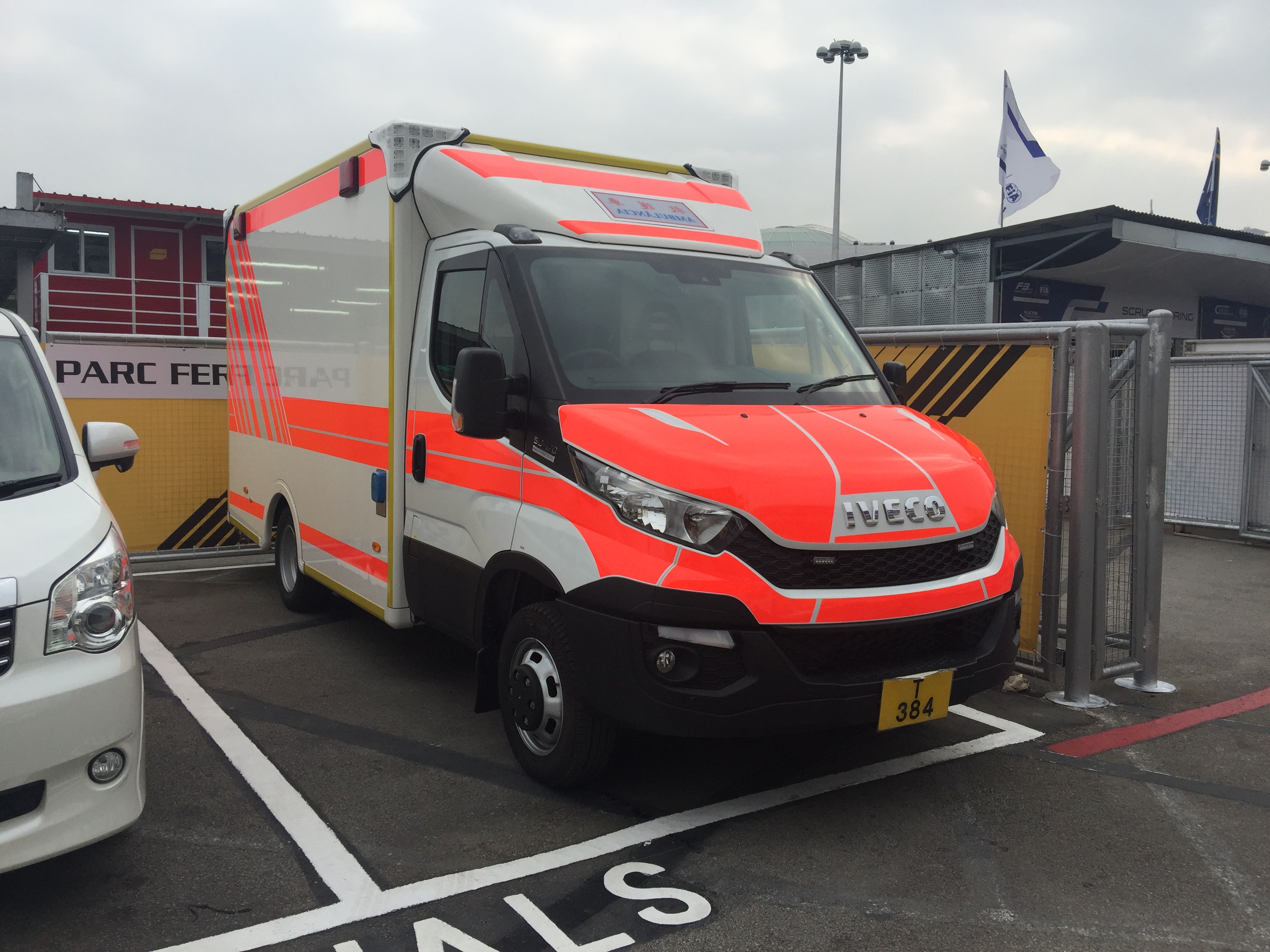
中國澳門汽車總會救護車
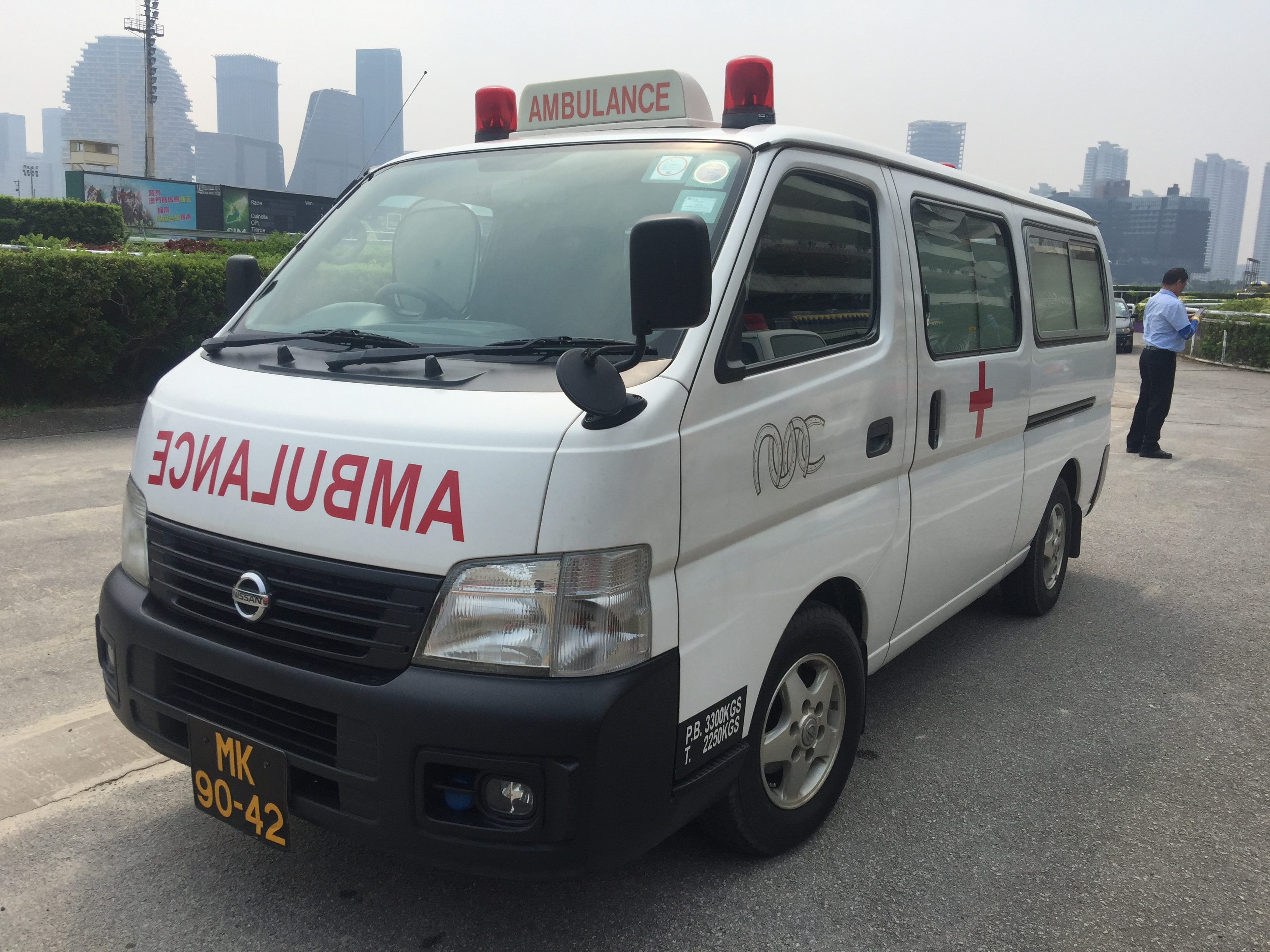
澳門賽馬會救護車（1/4/2024隨澳門賽馬會經營結束停用）
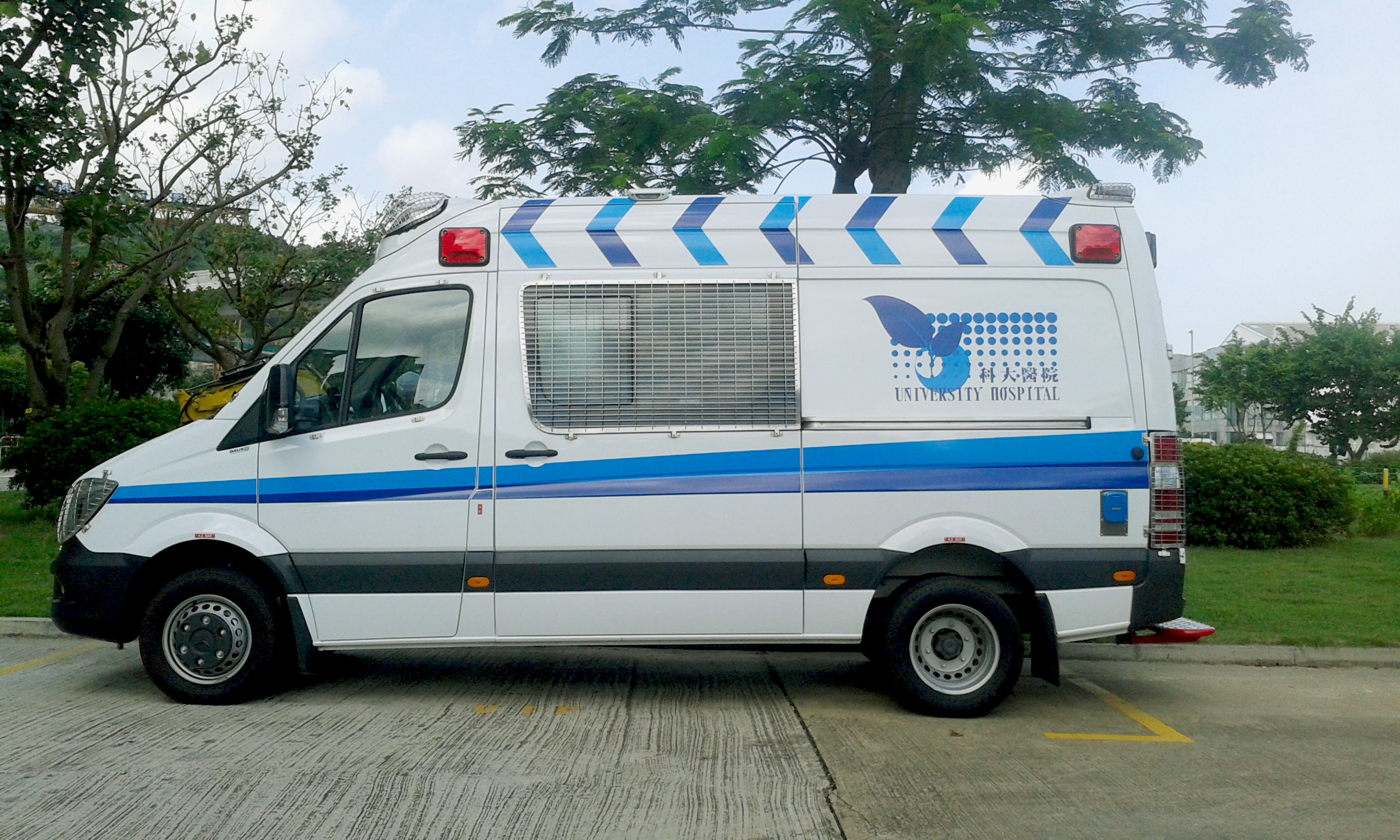
科大醫院救護車
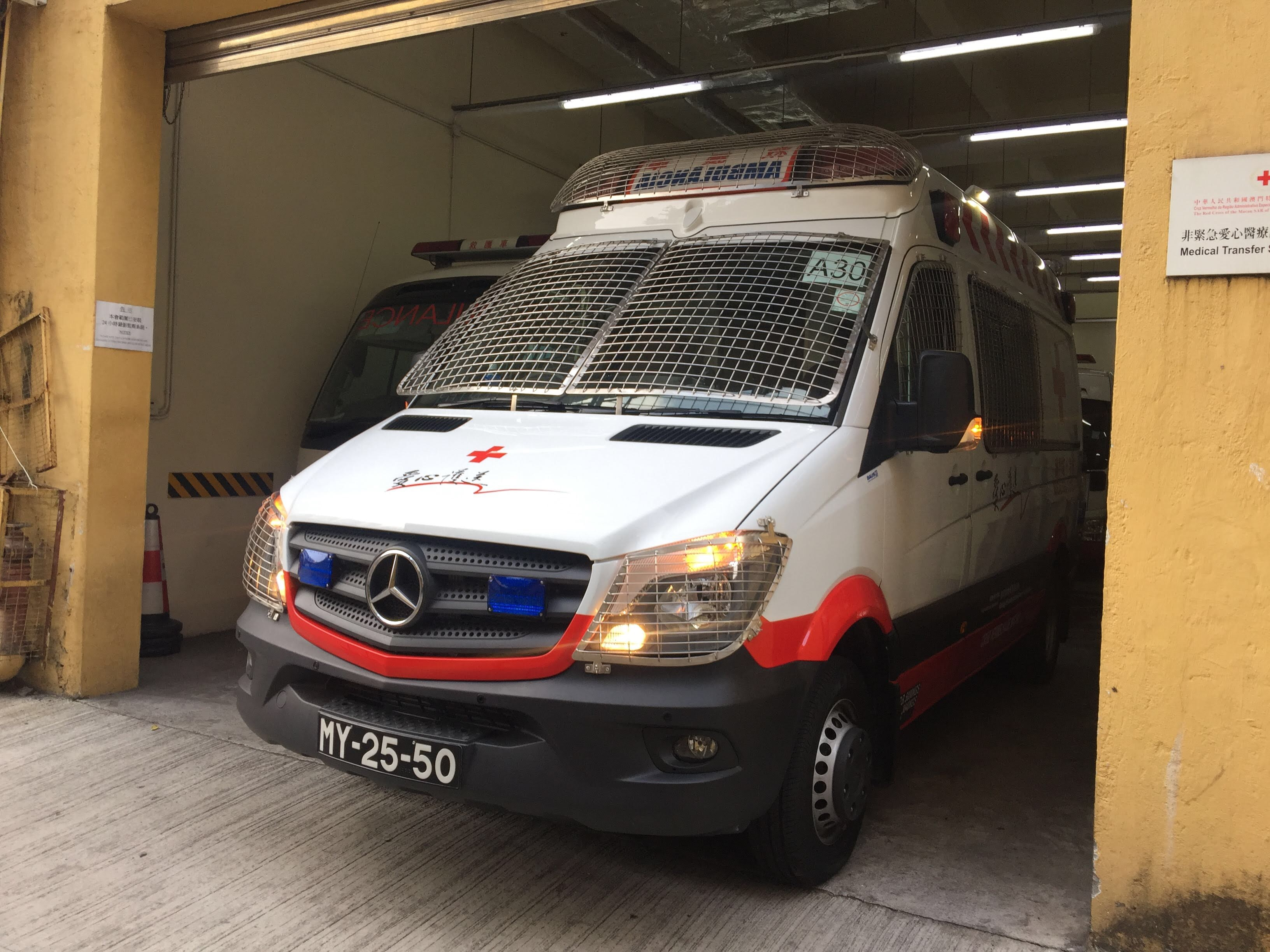
紅十字會救護車
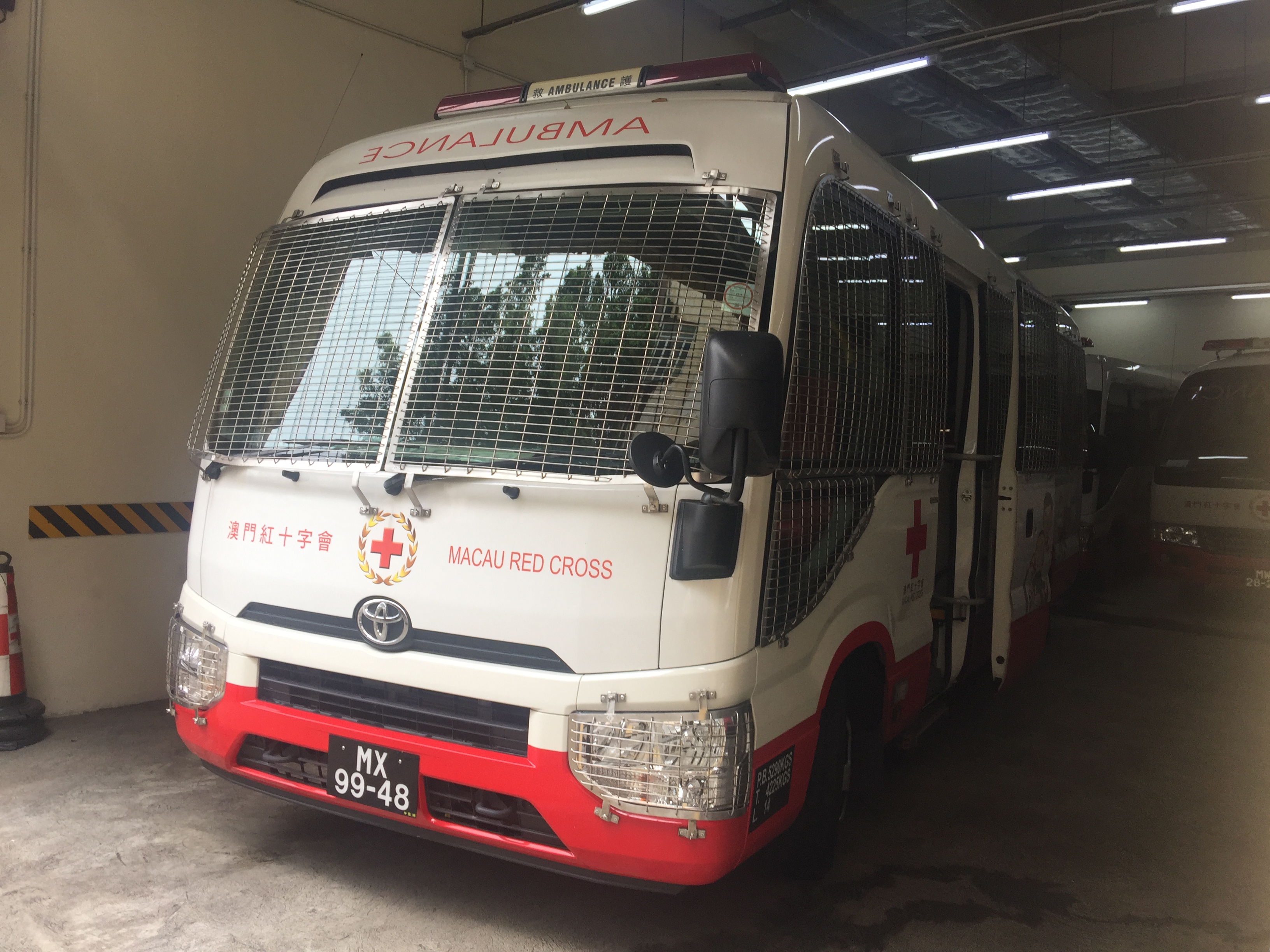
紅十字會救護巴士
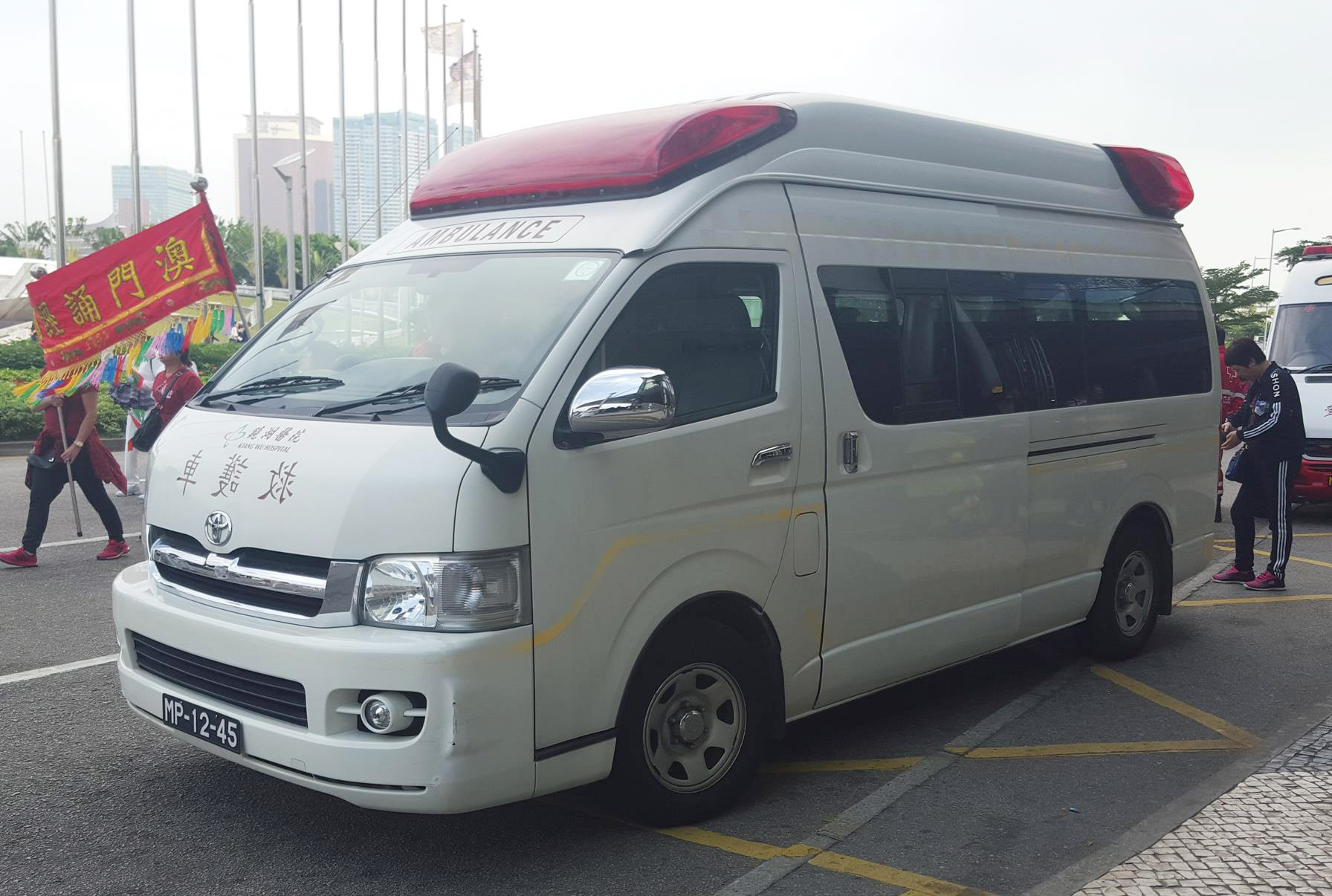
鏡湖醫院救護車

#### 香港

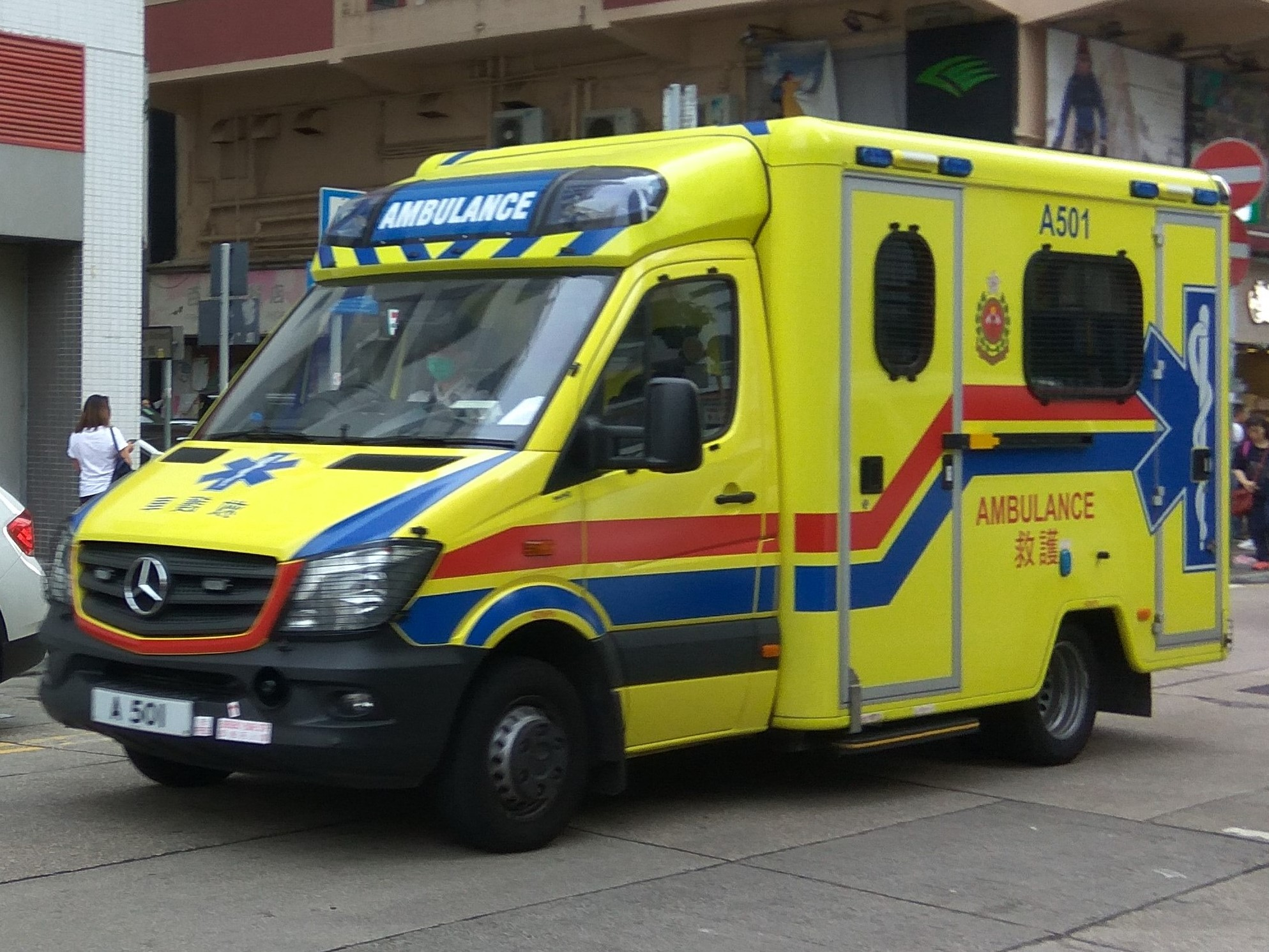
香港消防處救護車（採用RAL 1016黃色）

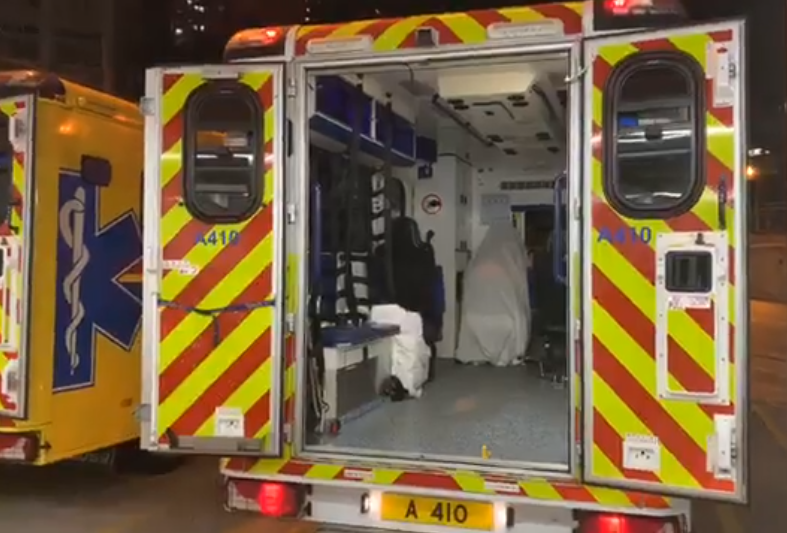
香港消防處救護車內貌

香港的緊急救護車服務由三間機構免費提供，包括香港消防處救護總區、醫療輔助隊、及香港聖約翰救護機構。另外，安珀醫療Amber Medical、香港聖約翰救護機構、醫療輔助隊及醫院管理局提供非緊急救護車服務。
現時香港消防處的緊急救護車主要是平治斯賓特516CDI型，亦有少量適合斜路、山區或崎嶇不平的道路的平治G300CDI型、特別適合在狹窄的路面行走的鈴木DA64V型和平治斯賓特316CDI型。
可處理大量傷病的消防處「流動傷者治療車」則有Man LE 18.280型、平治Atego 1624L型和平治Atego 1827L型。
救护车车头的“救护车”字样是镜像印制的，以便司机从后视镜看见“救护车”字样，及时避让。
醫院管理局提供非緊急醫療運送服務，協助行動不便病人往返醫院。旗下的非緊急救護車主要使用豐田Coaster型小型巴士以及三菱扶桑Rosa。 

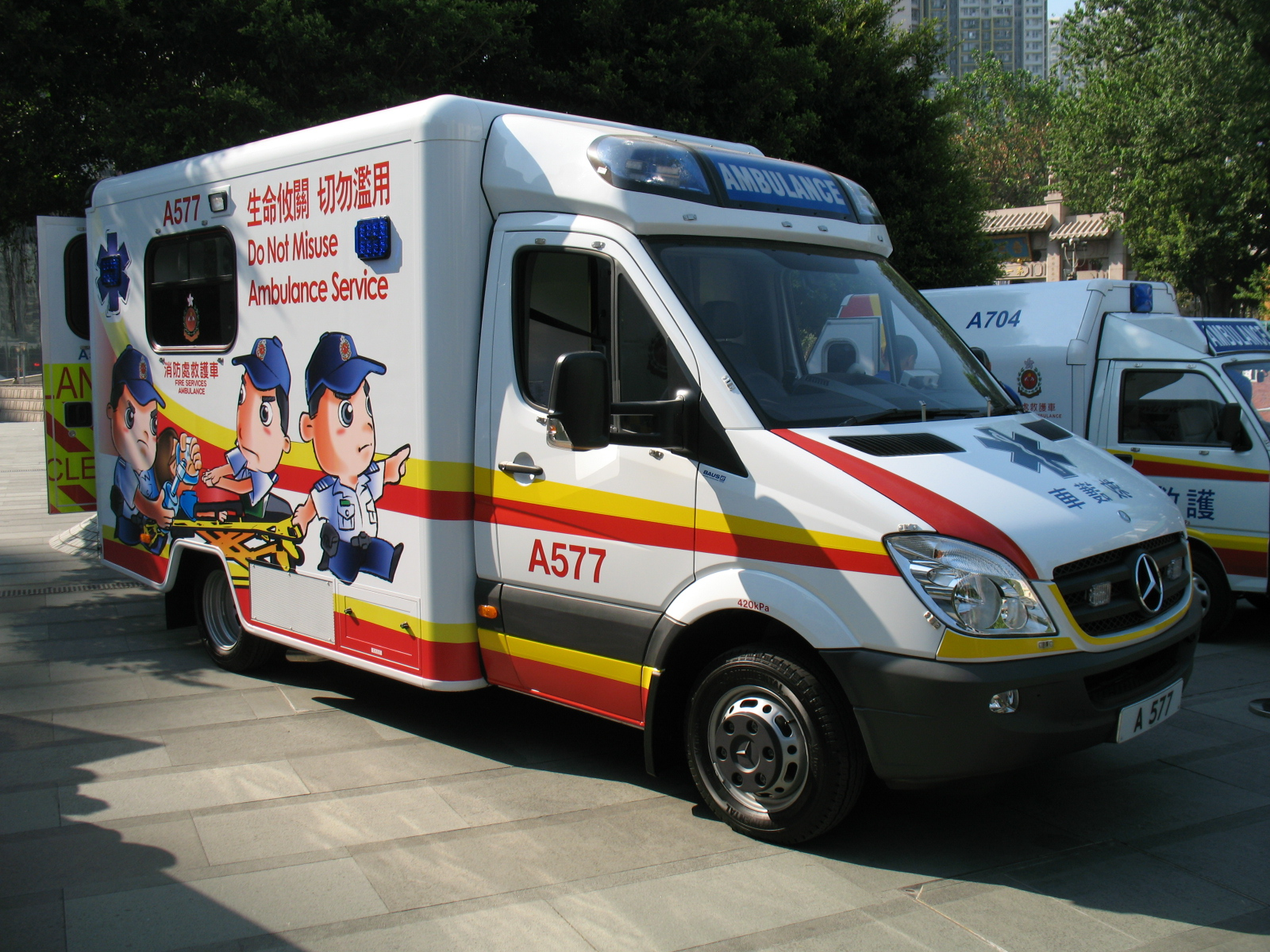
香港消防處（救護車）
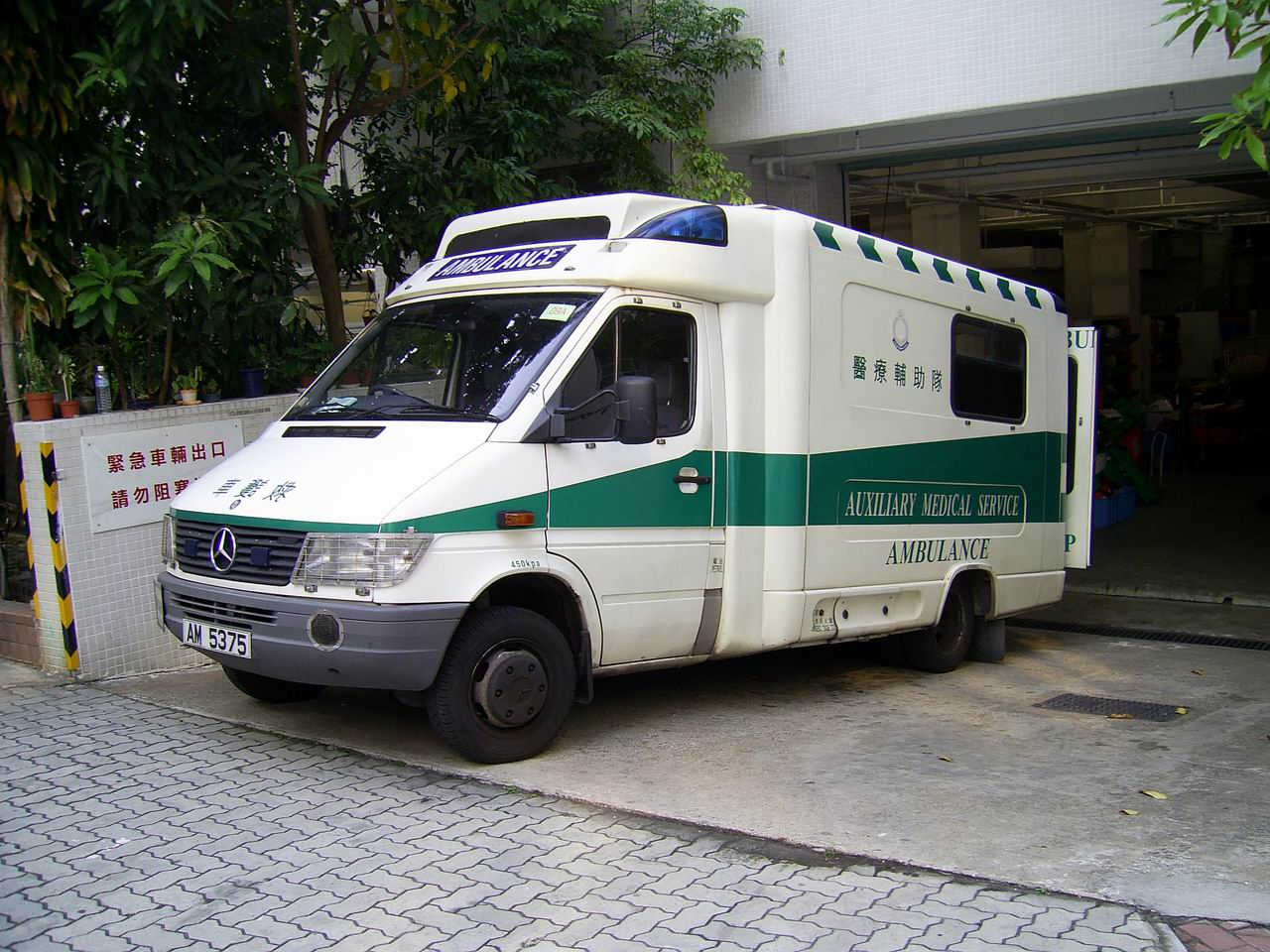
醫療輔助隊救護車
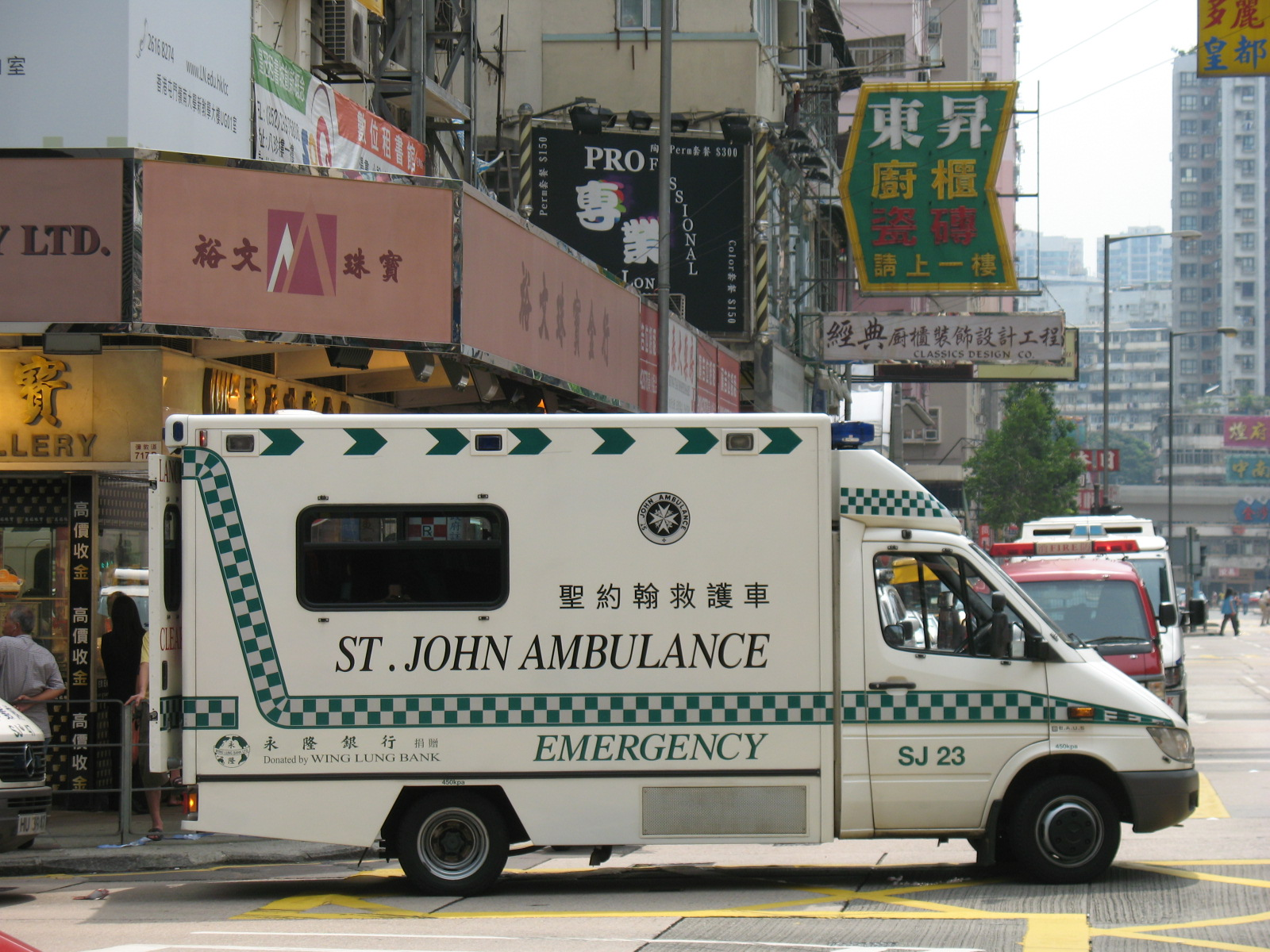
香港聖約翰救護機構救護車
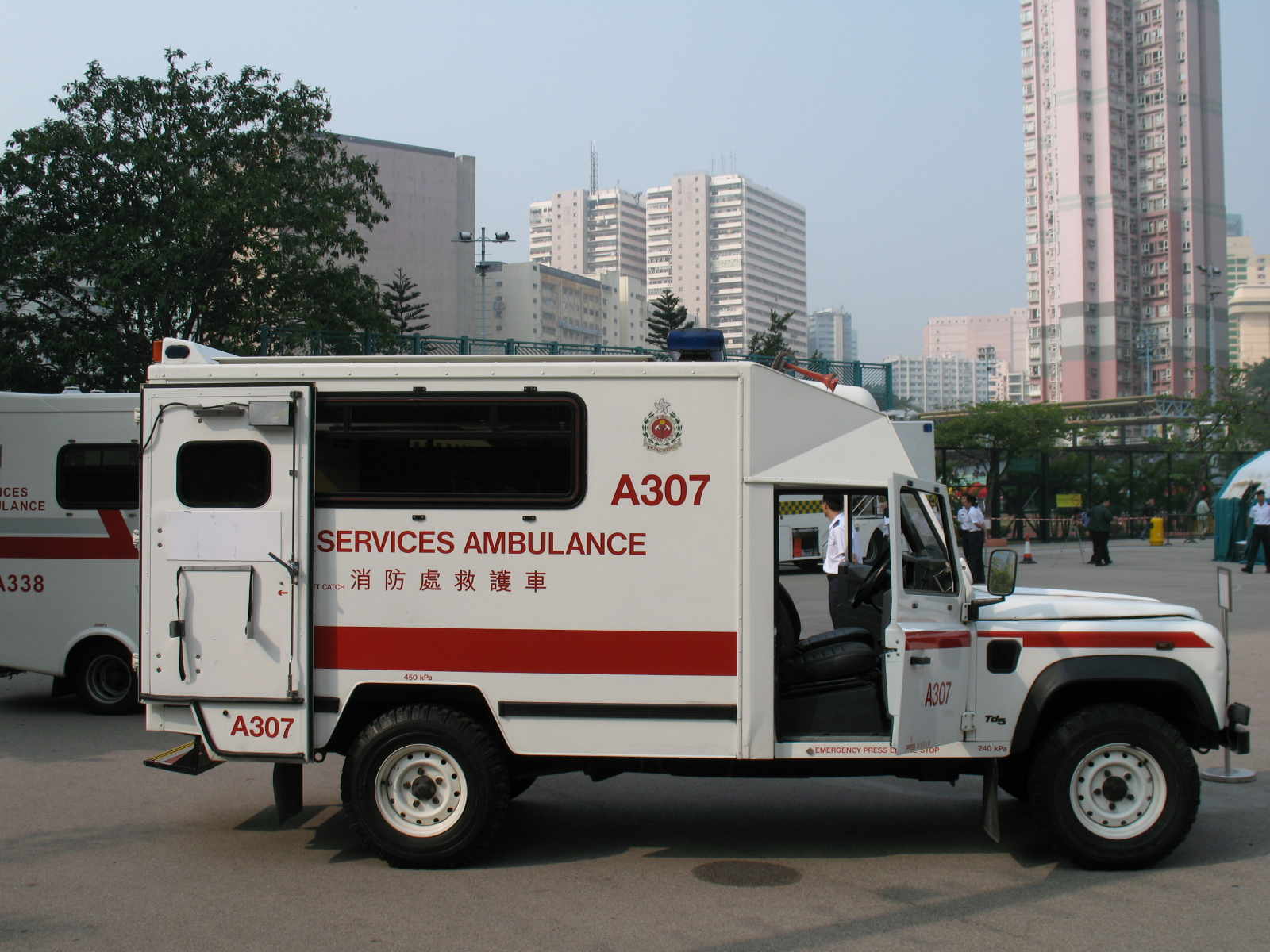
消防處越野路華救護車（已經退役）
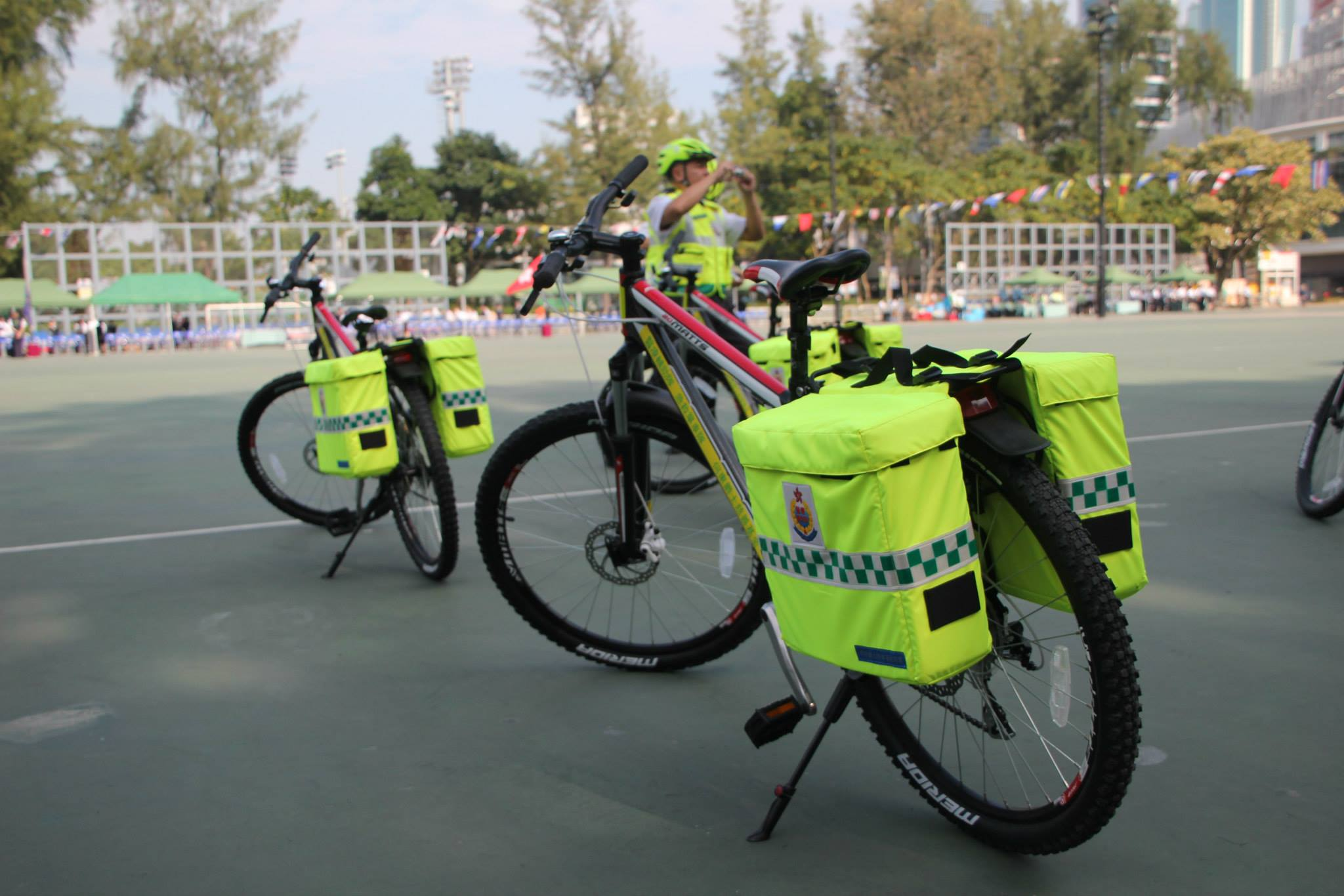
醫療輔助隊急救單車

### 中華民國
中華民國的救護車主要分為兩大類型：
一為隸屬內政部消防署所轄各縣市消防局之救護車，另一為私營單位所營運的民間救護車。
另還有醫院自行設置的救護車，以上皆需符合《緊急醫療救護法》與衛生福利部相關規範，並經地方主管機關核備，理論上最高主管機關皆為中華民國衛生福利部。

#### 消防單位救護車（119）
119救護車係由內政部消防署統籌，實際由各地方政府消防局負責調度與運作，執行緊急醫療救護任務。各消防分隊救護車之編號以「91」作為起始編號，故又有「91車」之俗稱。主要任務包括外傷事故、內科急症、救災救難，或其他緊急醫療需求者，依就近適當原則後送至轄區內急救責任醫院，由各縣市消防局勤務指揮中心指派勤務。
目前消防單位救護車的來源以政府編列預算或接受社會捐贈為主，裝備器材及人員訓練方向以到院前救護為主。

#### 民間救護車
民間救護車由私人業者營運，須向所在地衛生局申請核可。其服務內容包括：急診指定醫院送醫、轉院、出院、活動救護待命、安寧病危返家（俗稱留一口氣）、國際醫療轉送、緊急血液器官運輸等。
相較於119救護車，民間救護車為全自費服務，需依各縣市衛生局發佈之「救護車營業機構收費標準」為基準收費，人員同消防單位須取得救護技術員執照方可執行救護業務，派遣方式由民眾自行連絡民間救護車公司報案。裝備器材及人員訓練方向除到院前救護外會特別對於傷病患轉院方面加強。

#### 醫院救護車
醫院救護車由各醫院或衛生所設立，除少數縣市的特定醫院外並不參予到院前救護的業務，以自家醫院的轉院，緊急血液器官運輸等勤務為主，目前大多數醫院不設立自己的救護車，普遍將業務外包給民間救護車業者。
目前醫院單位救護車的來源以院方自行採購或接受社會捐贈為主，裝備器材及人員訓練方向以傷病患轉院為主。
常見車款包括：
- 福斯 Volkswagen T5、T6
- 現代 Hyundai Grand Starex、Staria
- 豐田 Toyota Granvia

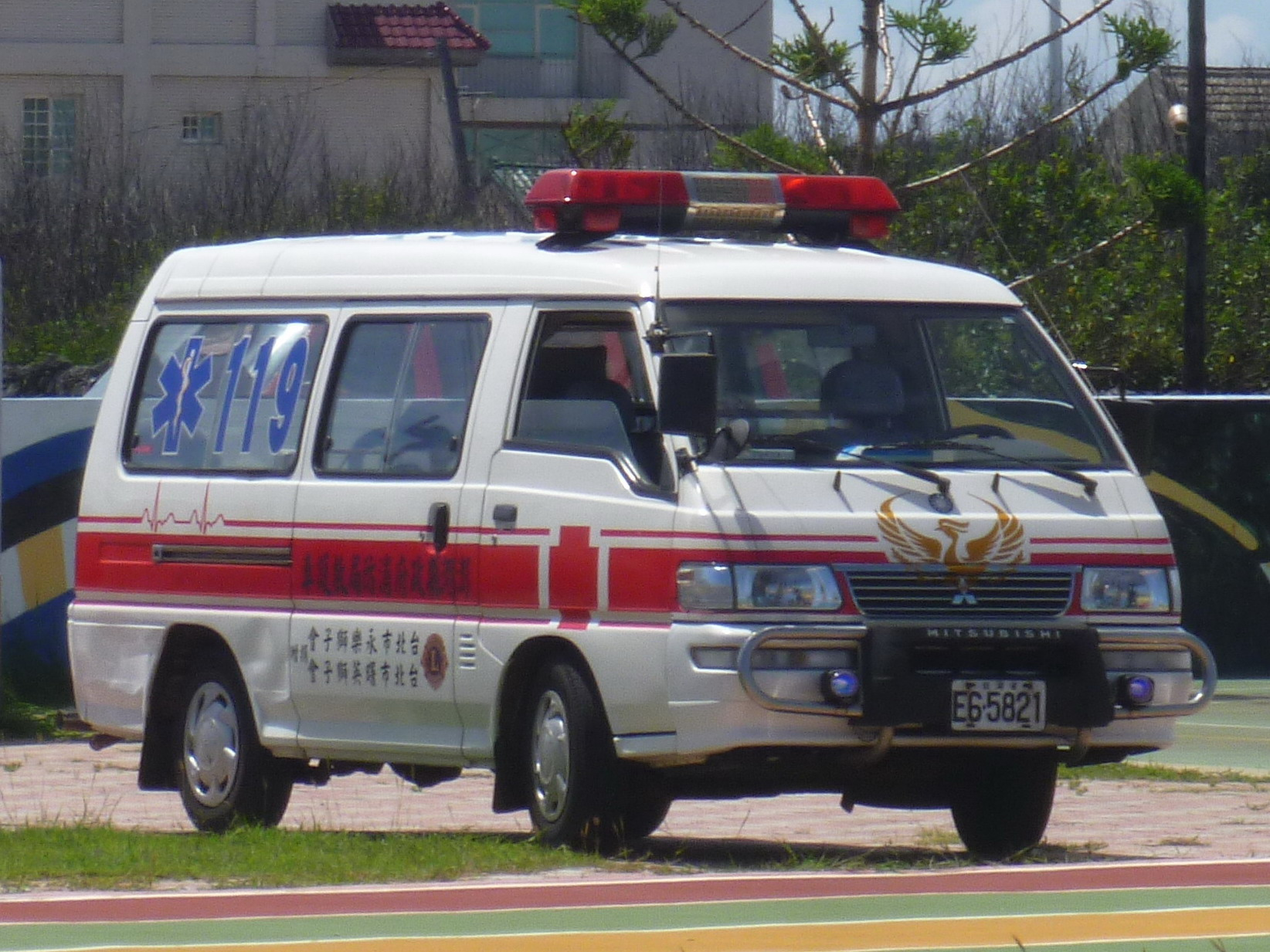
澎湖縣消防局三菱DELICA救護車
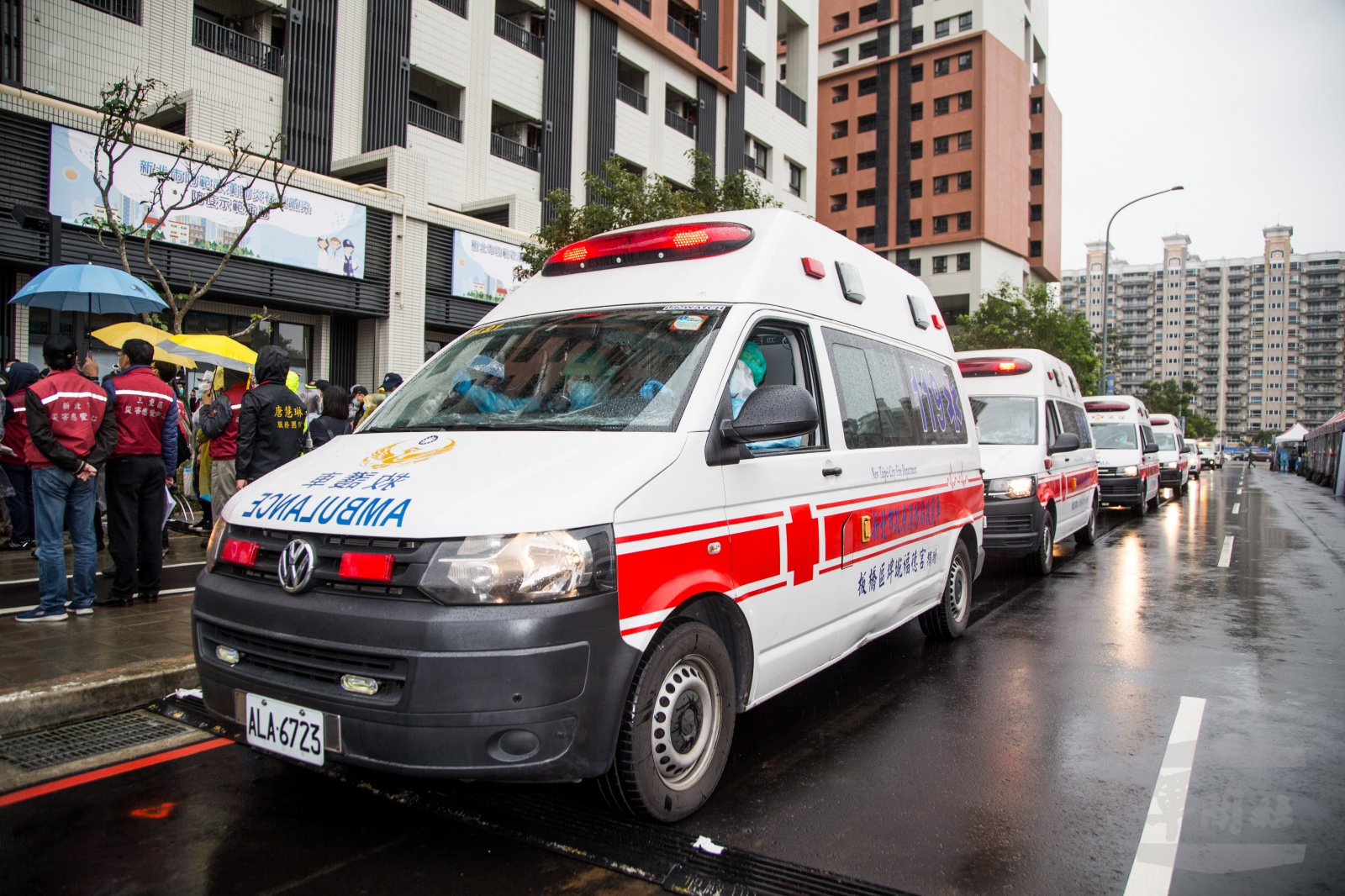
新北市消防局福斯T6救護車
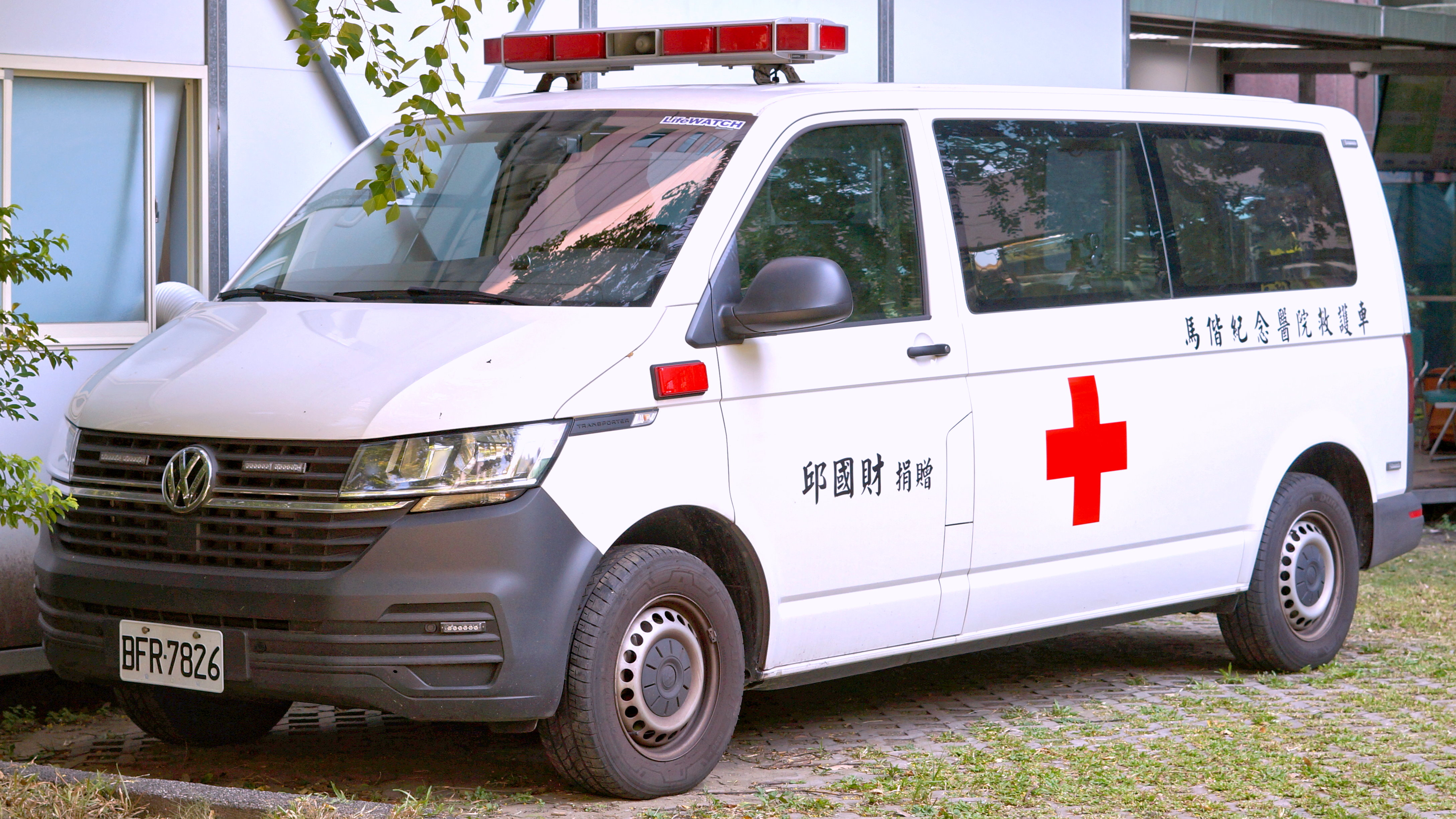
馬偕紀念醫院福斯救護車
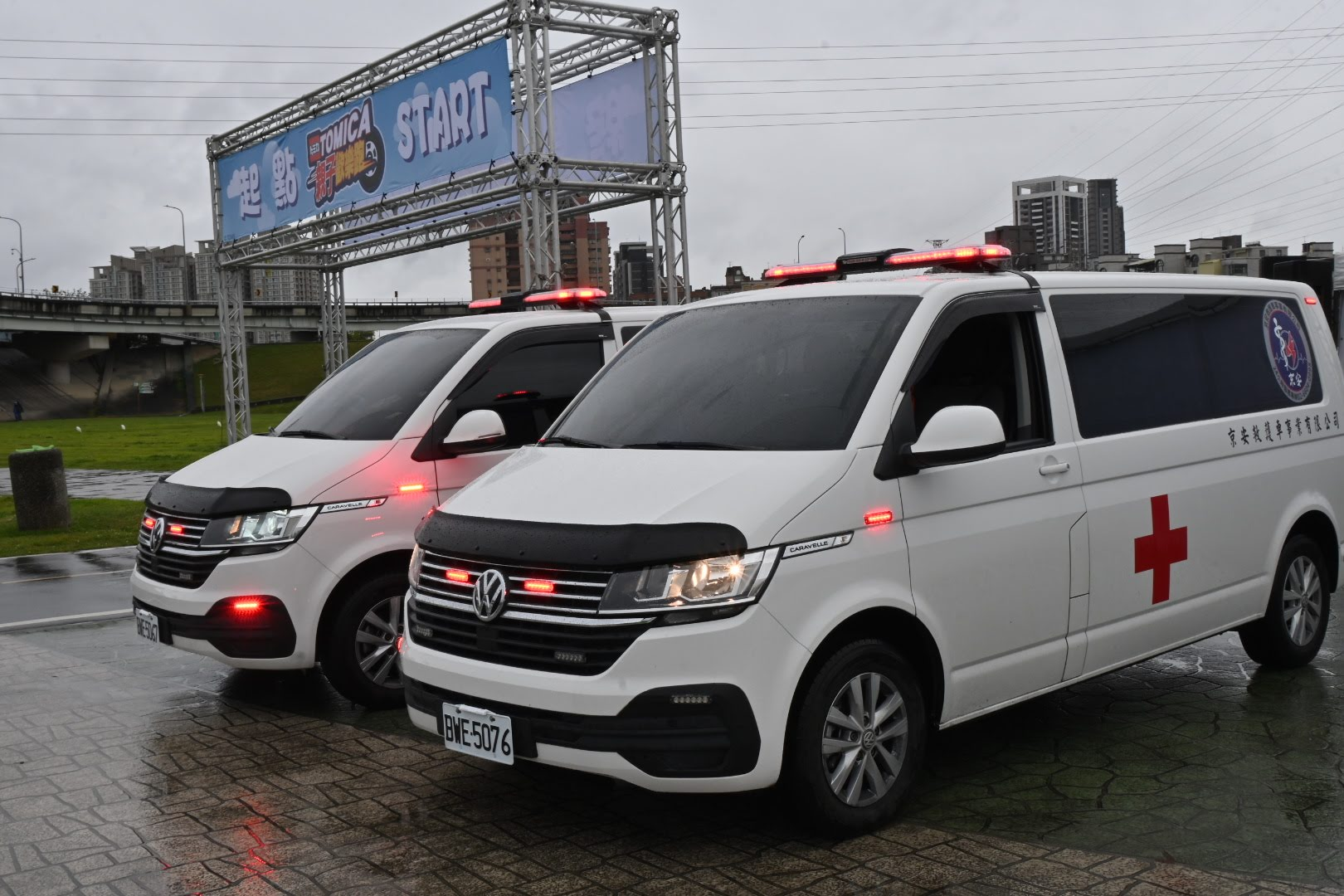
民間救護車 新北市京安救護車公司所屬

另軍用救護車因屬於軍用車輛，並統一由中華民國國防部管理。

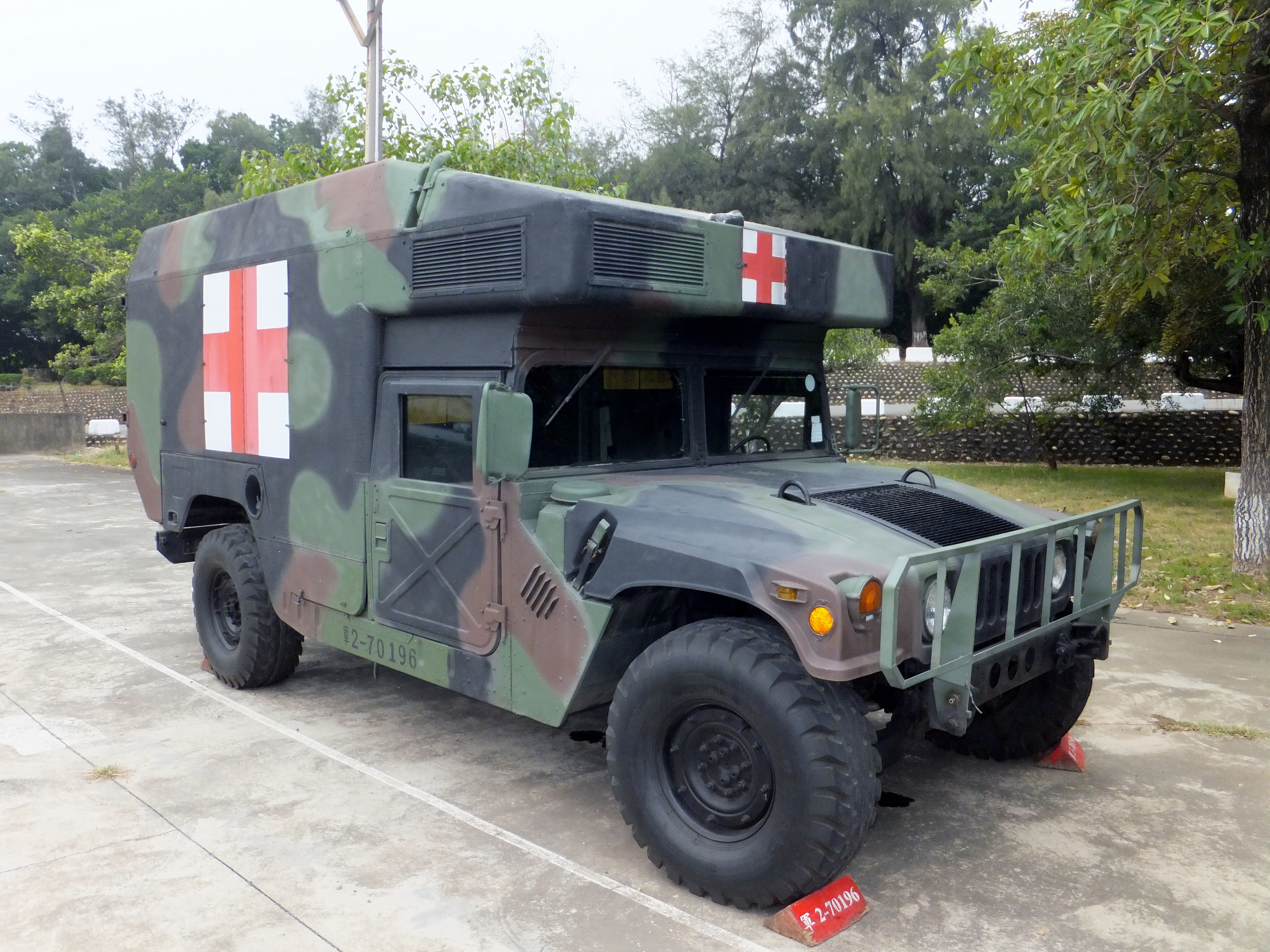
陸軍M997 悍馬救護車
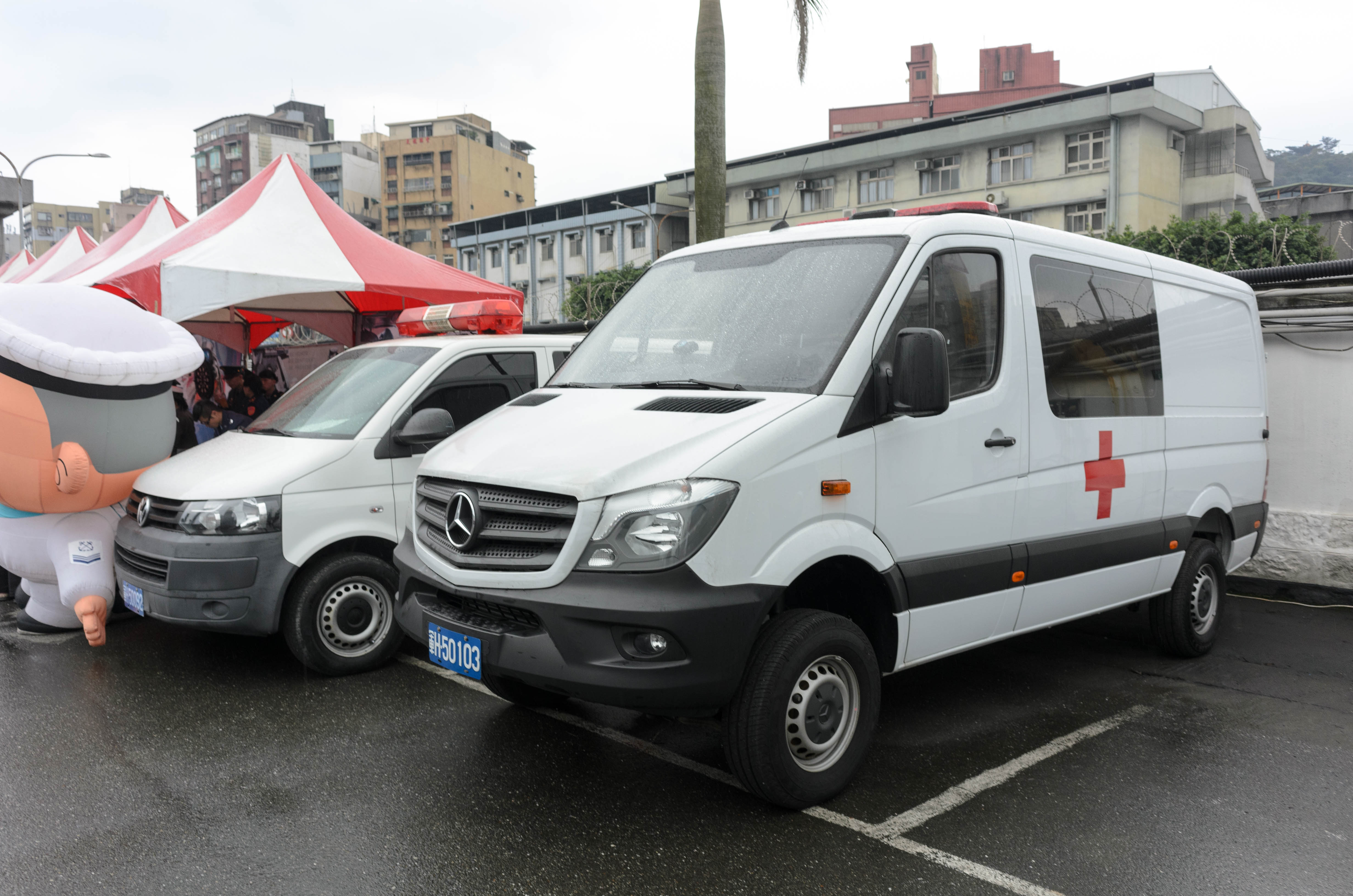
梅賽德斯-賓士Sprinter軍用救護車
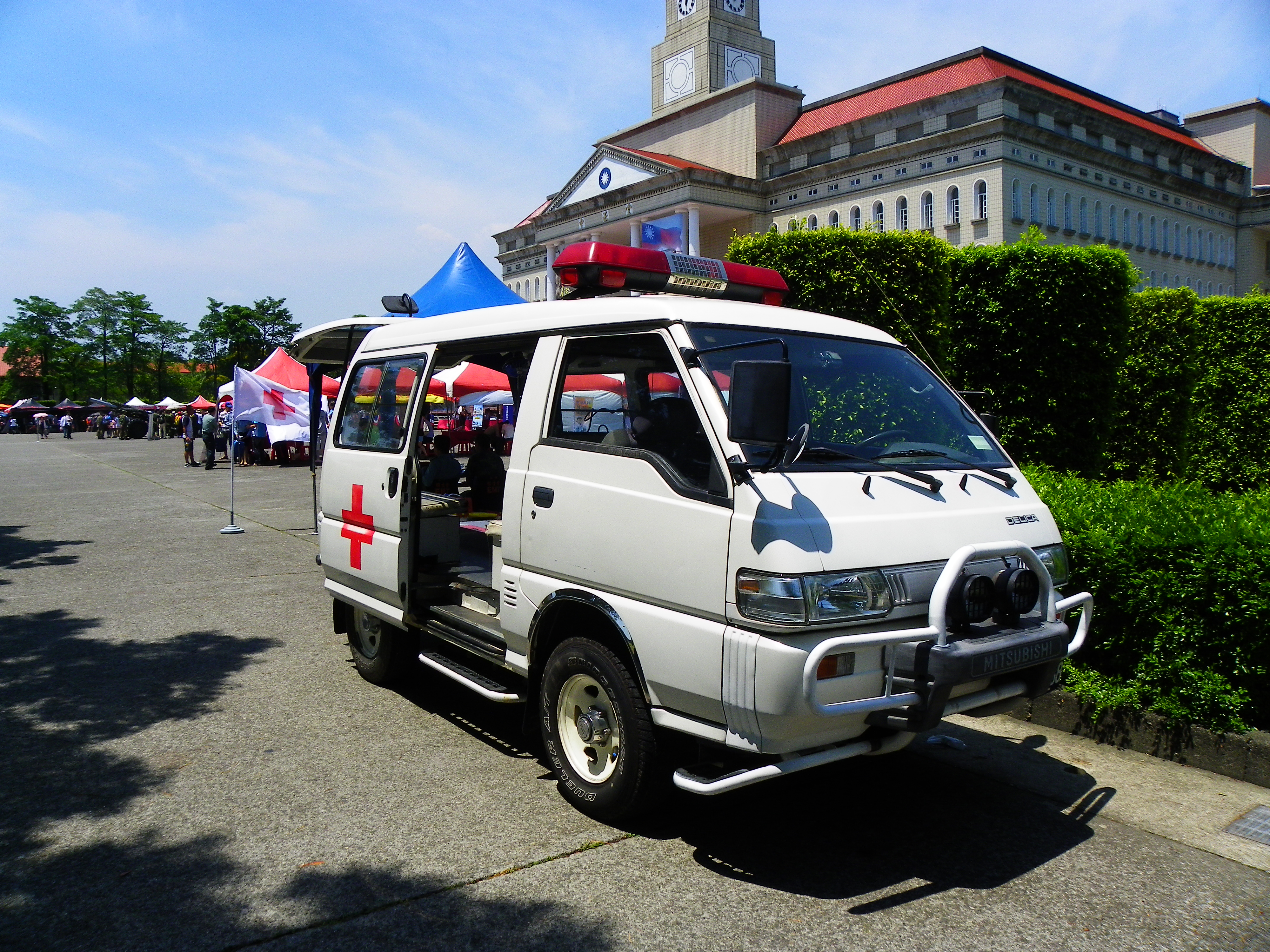
陸軍三菱得利卡四驅型軍用救護車
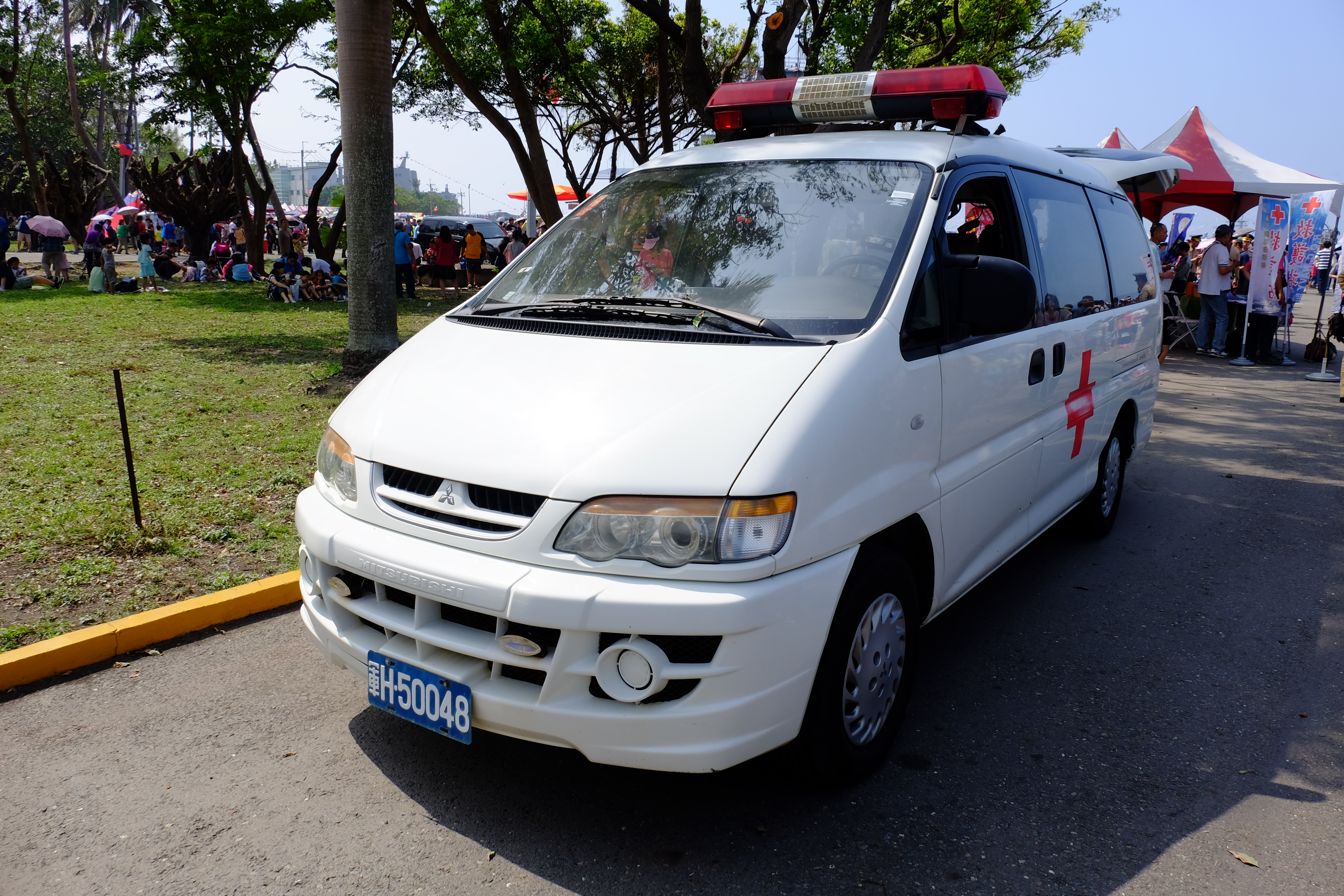
海軍三菱Space Gear 2400軍用救護車
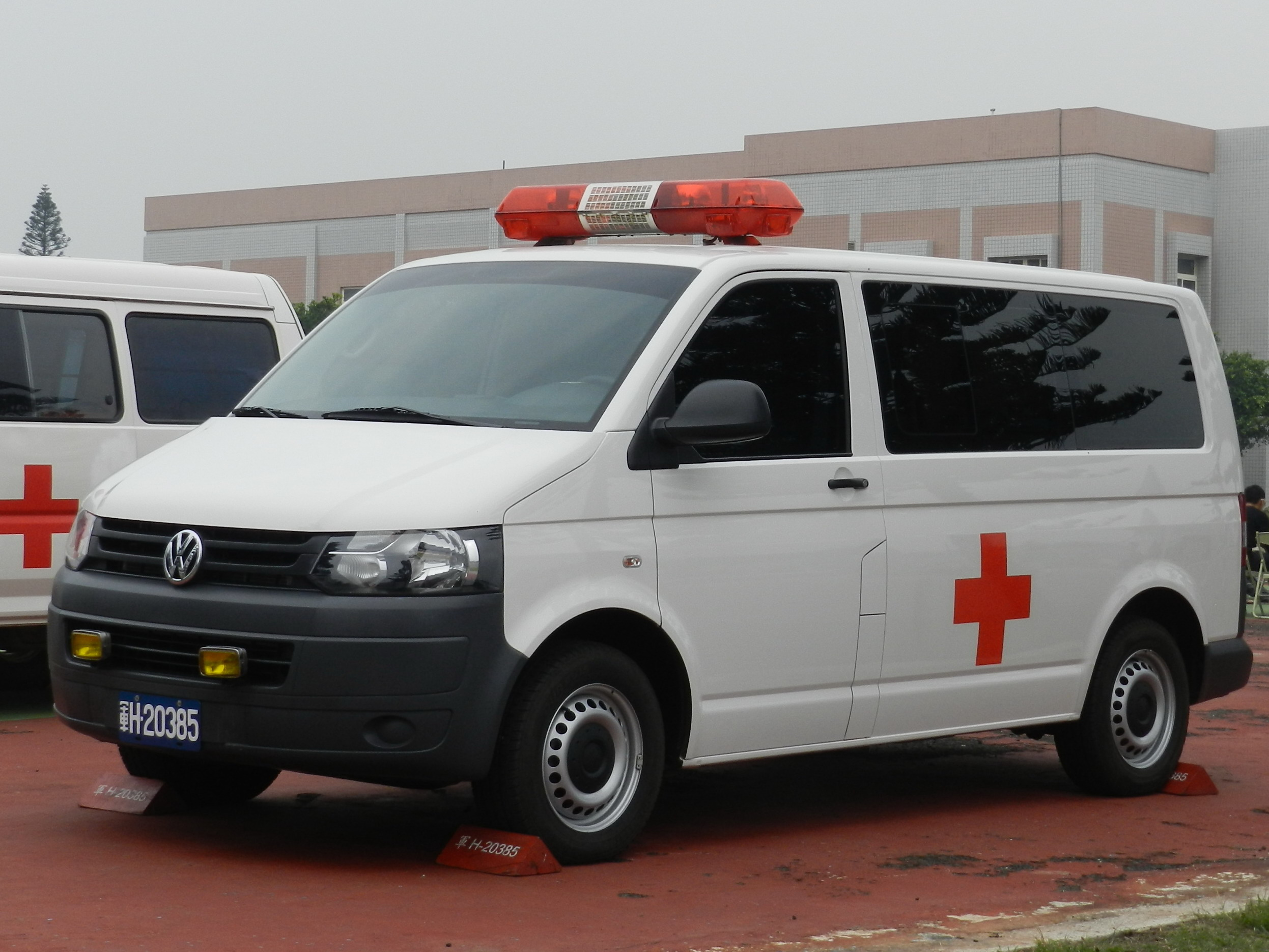
福斯T5軍用救護車
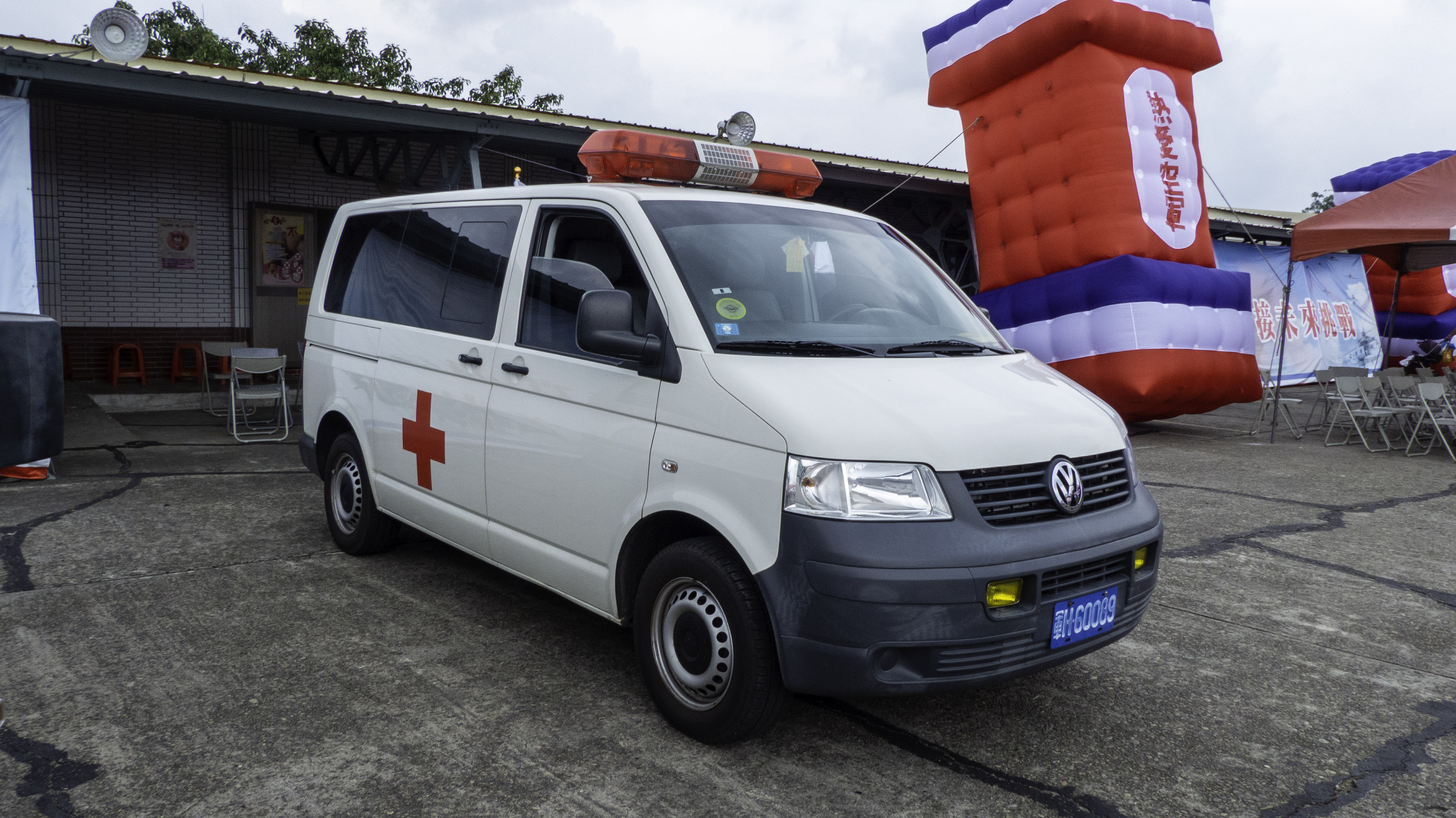
空軍福斯T5軍用救護車

Shineray: vem com tudo na fabricação de motos elétricas （页面存档备份，存于）

### 日本
- 1931年（昭和6年）日本紅十字會的大阪分會部署一輛救護車到大阪市，是日本的第一輛救護車（日本稱之為救急車）。
- 1933年（昭和8年）3/13 屬於神奈川縣警署 （目前神奈川縣警總部）的橫濱市山下町消防局 （現在橫濱市消防局，當時消防是警察部的一部分），是首個引進的救護車消防部門。
- 1963年（昭和38年）消防法進行了修訂，各地方消防部門都開展救護車服務。
- 1970年（昭和45年）開始，採用了電子警報器。
- 1991年（平成3年）通過了輔助醫療人員法例，全日本產生了很多的輔助醫療人員。
- 1992年（平成4年）豐田汽車公司發表日本第一款高標準救護車"Himedic"。同年，札幌市消防部門和札幌車身工業聯合開發的日本第一款四輪驅動高標準救護車的"Tri-Heart"。
- 自此以後，其他生產商紛紛提出各種嶄新車型。

目前，除了消防部門外，海陸空自衛隊亦配備救護車。

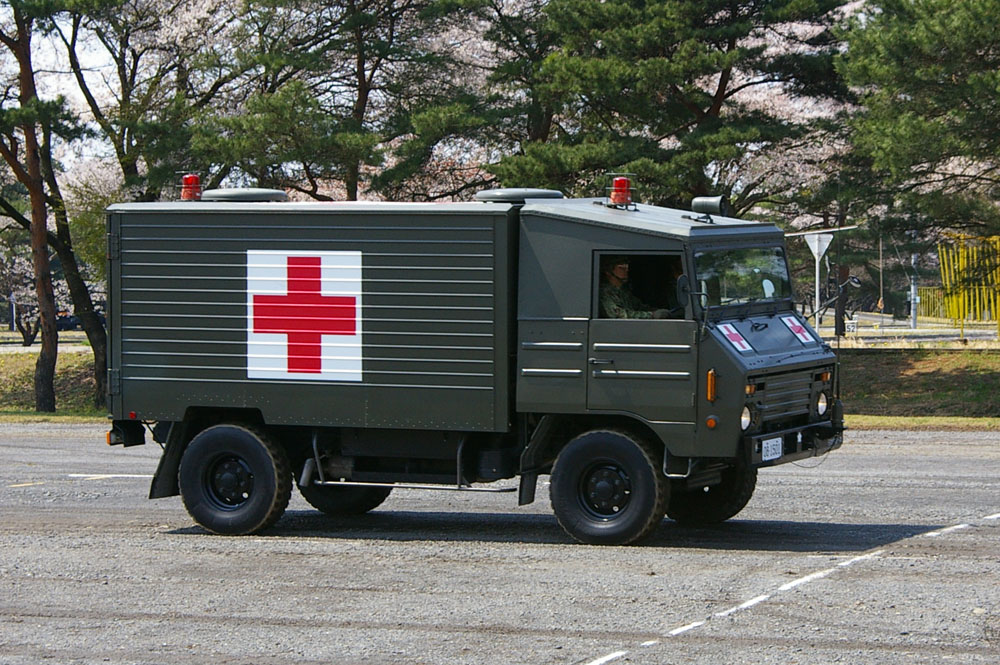
自衛隊73式中型卡車救護型
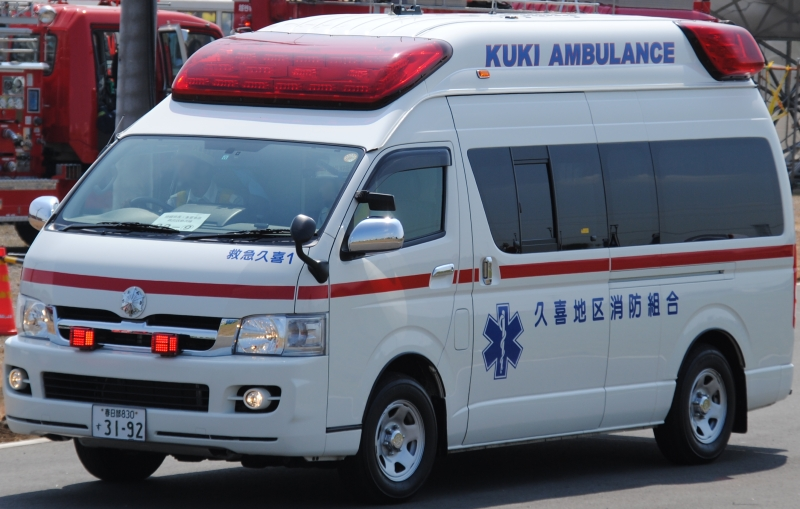
豐田Himedic救護車 （页面存档备份，存于）
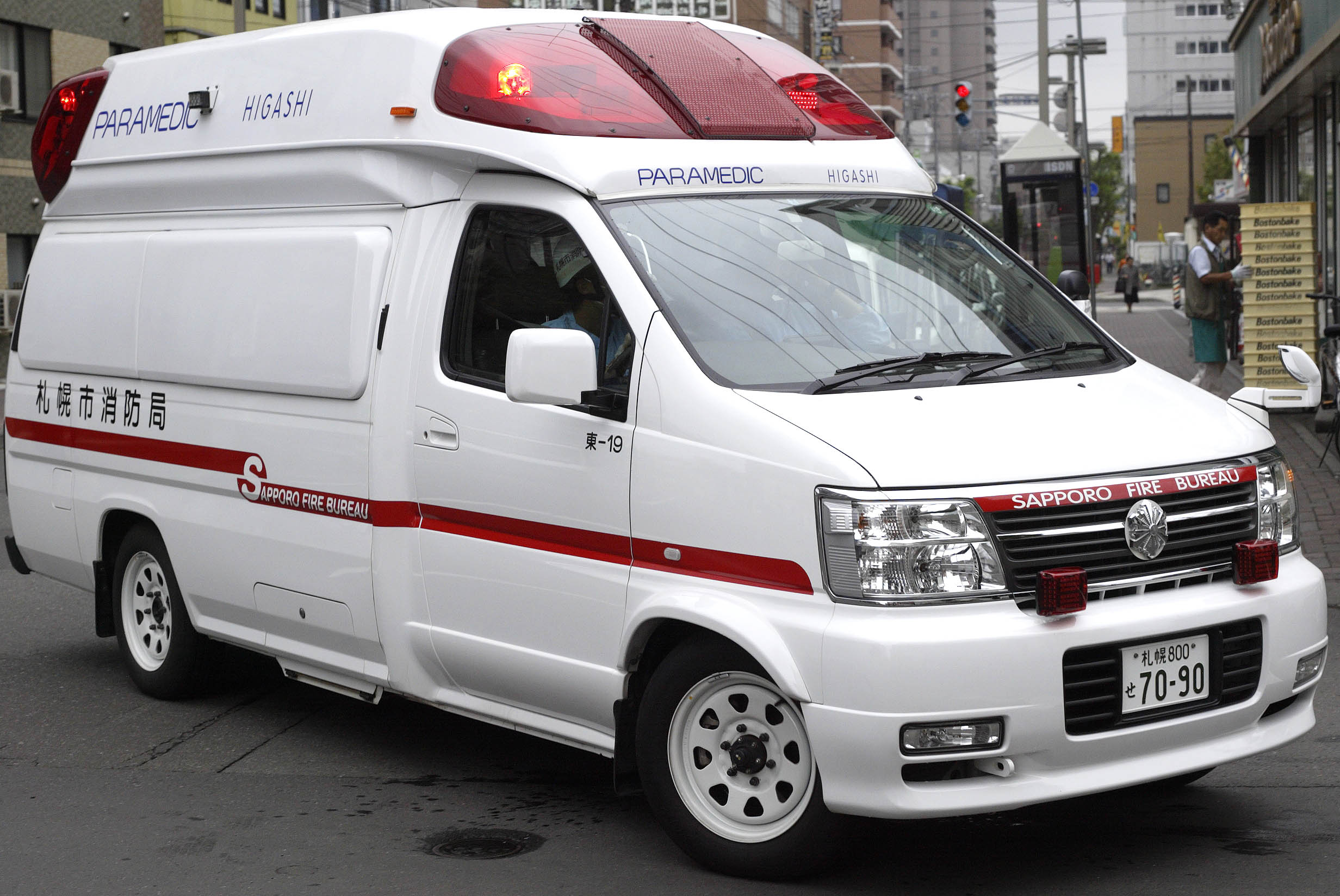
日產高規格救護車 （页面存档备份，存于）

### 以色列

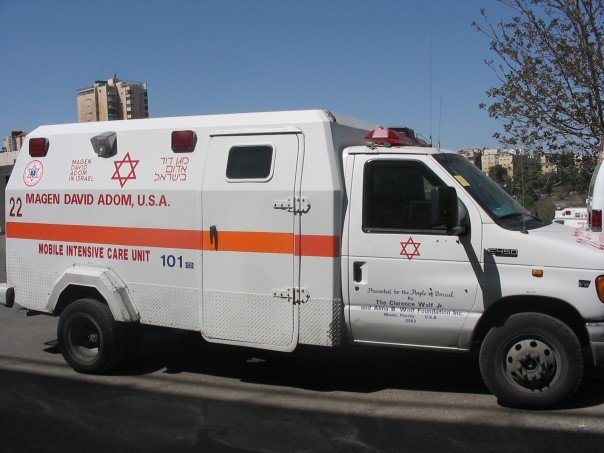
以色列的裝甲救護車

### 美國
參見：美國的緊急醫療服務（英文維基百科）
美國的緊急醫療服務可分為公營和民營兩種。公營服務包括各級政府的緊急服務部門（或者義務緊急服務單位）。民營救護車主要來自包括民營救護服務公司和慈善團體(例如紅十字會)。而美國的救護車依交通部規範分為三個車型：第一型救護車是以輕型貨車作底盤，例如福特F系列的車型，後面再加上長方「盒子型」後車廂；第二型以客貨車作底盤，例如福特E系列的車型；第三型跟第一型的外觀很相像，不過卻是以客貨車作為其底盤。第一型救護車與第二型及第三型救護車不同在於：由於第一型由輕型貨車改裝，故此駕駛艙與後車廂並不相通。
一些歐洲國家的救護車配備動力輔助裝置，幫助搬運擔架床進出救護車，但美國的救護車通常不配備該等裝置。

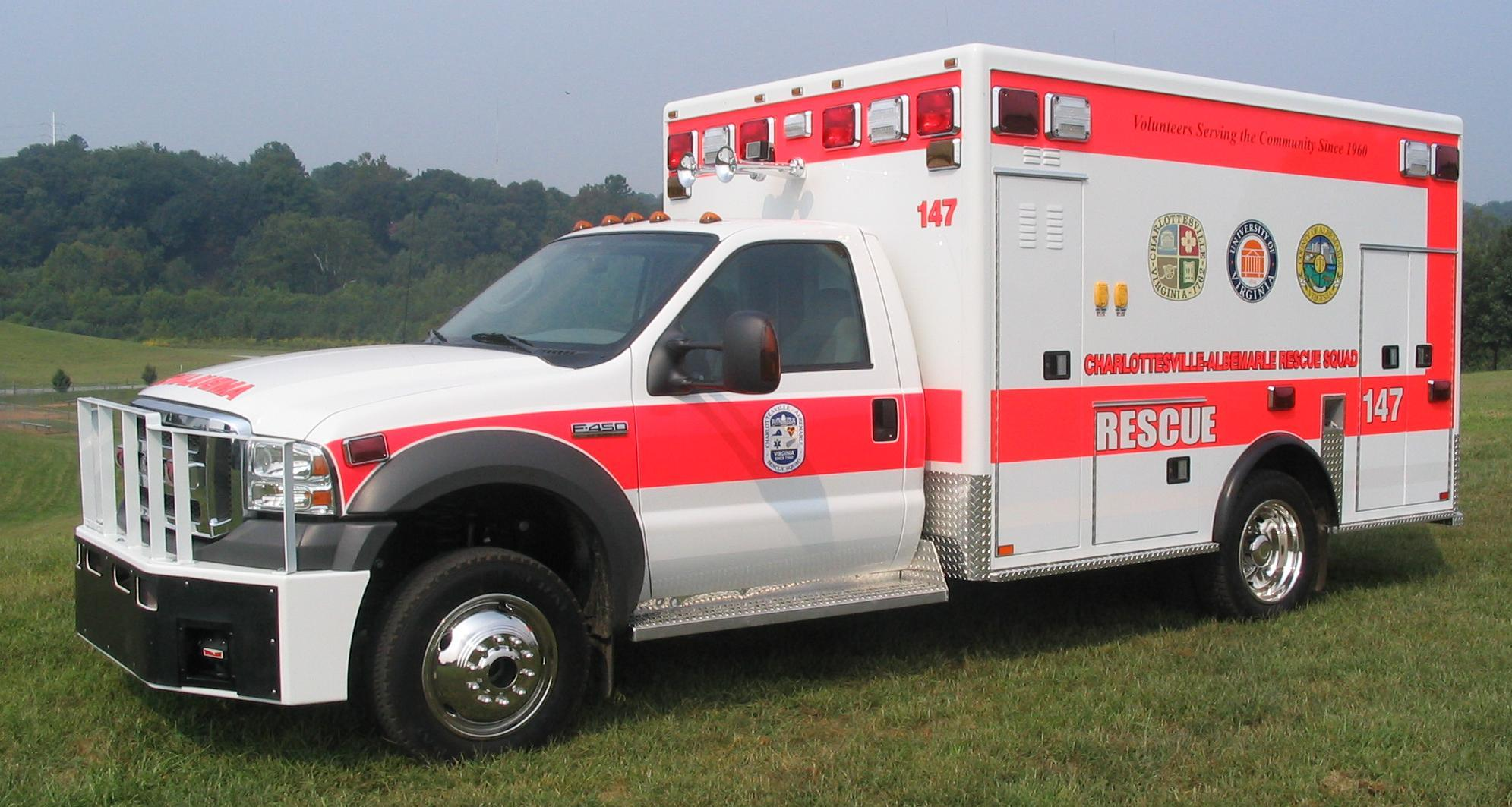
第一型救護車
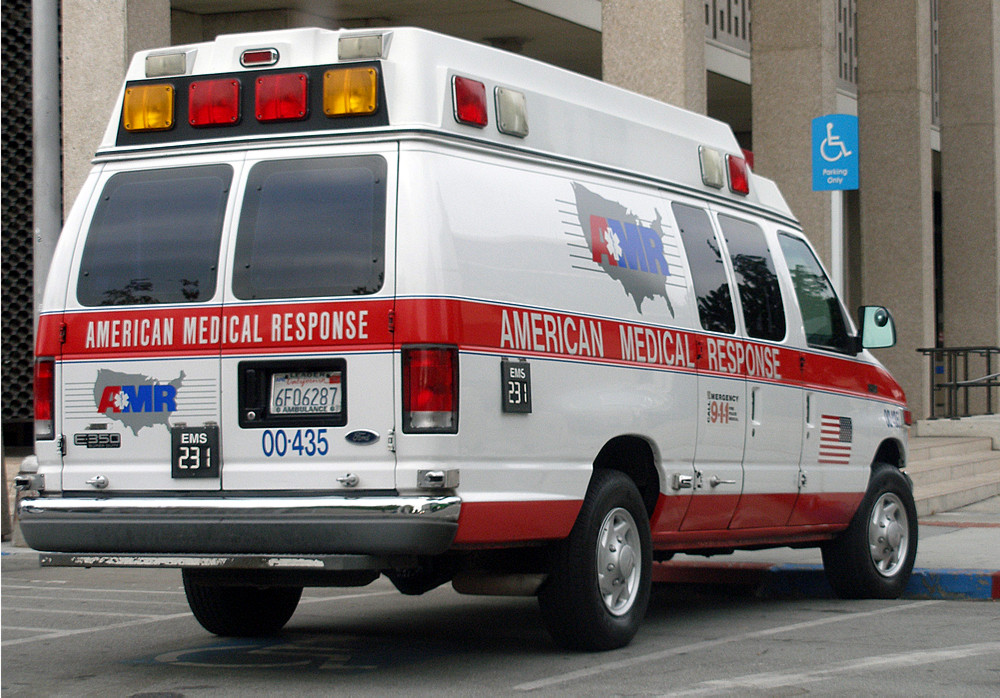
第二型救護車
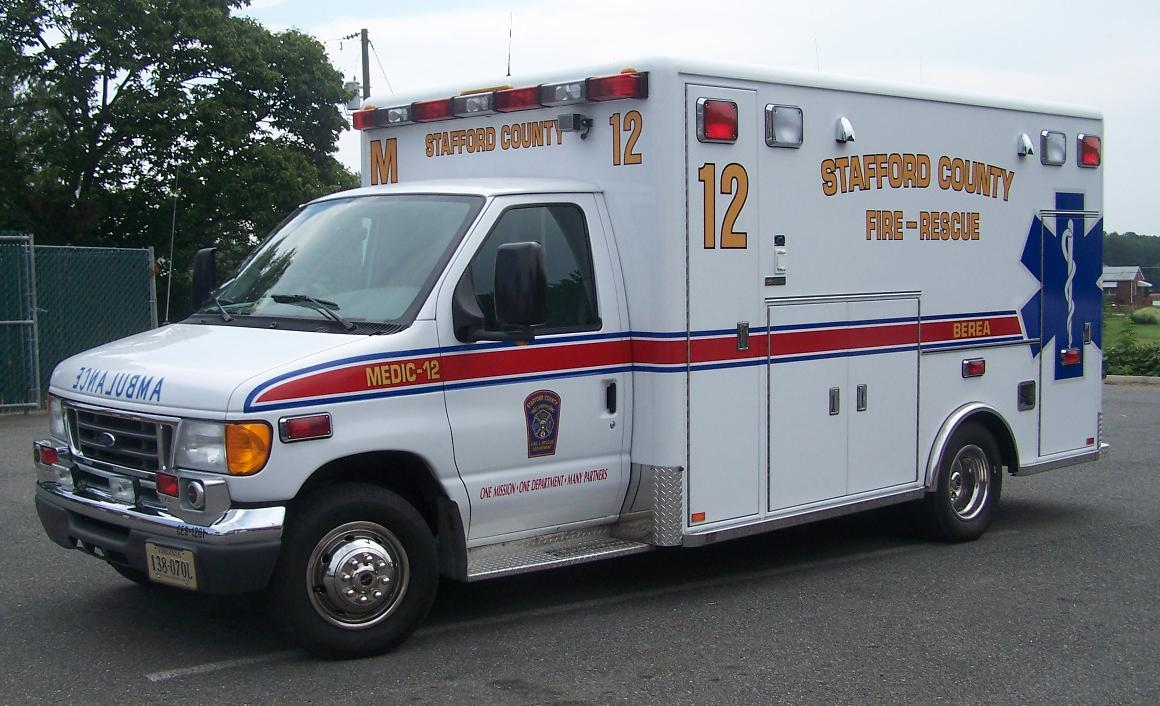
第三型救護車
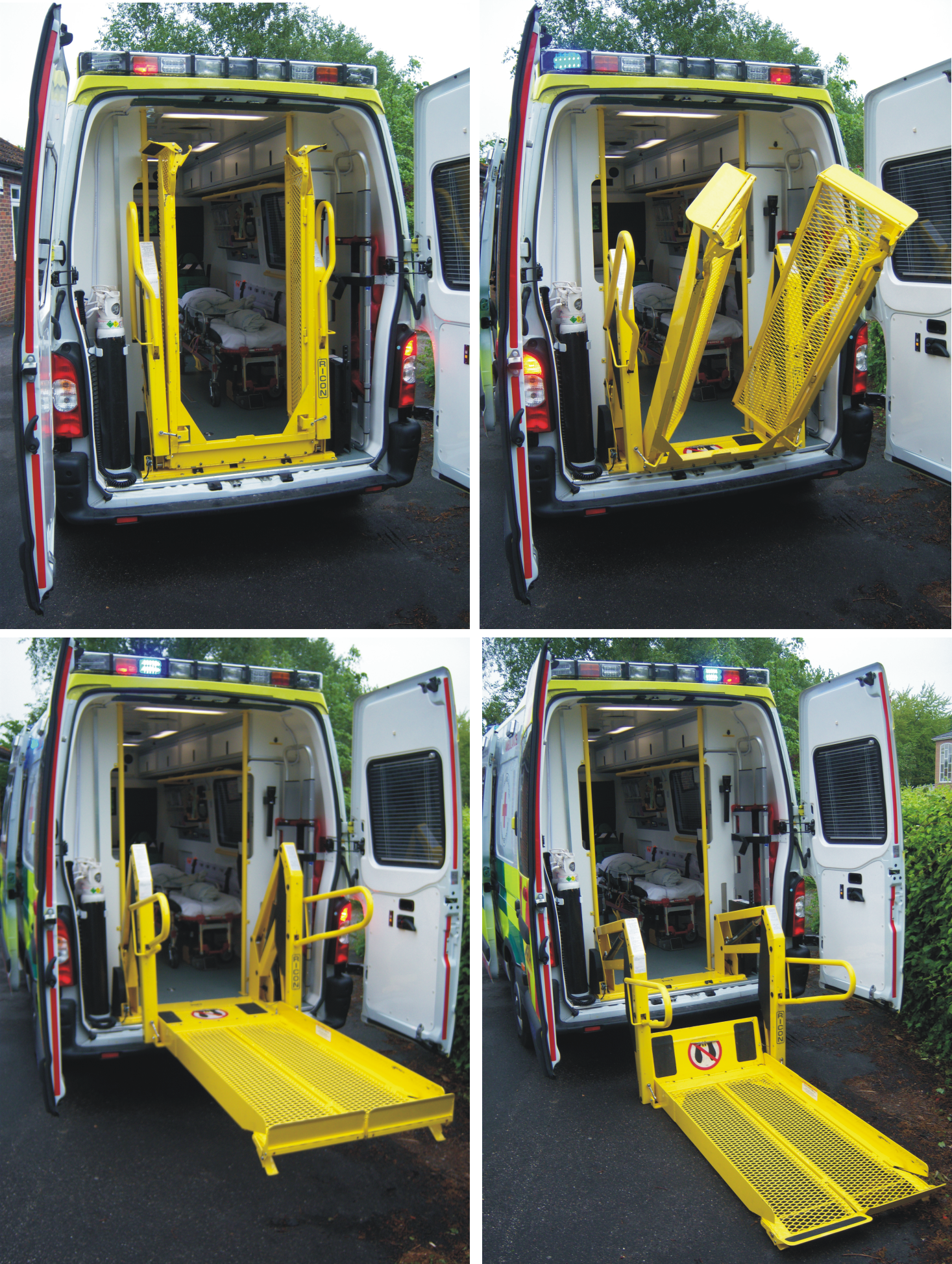
救護車後面的動力輔助裝置
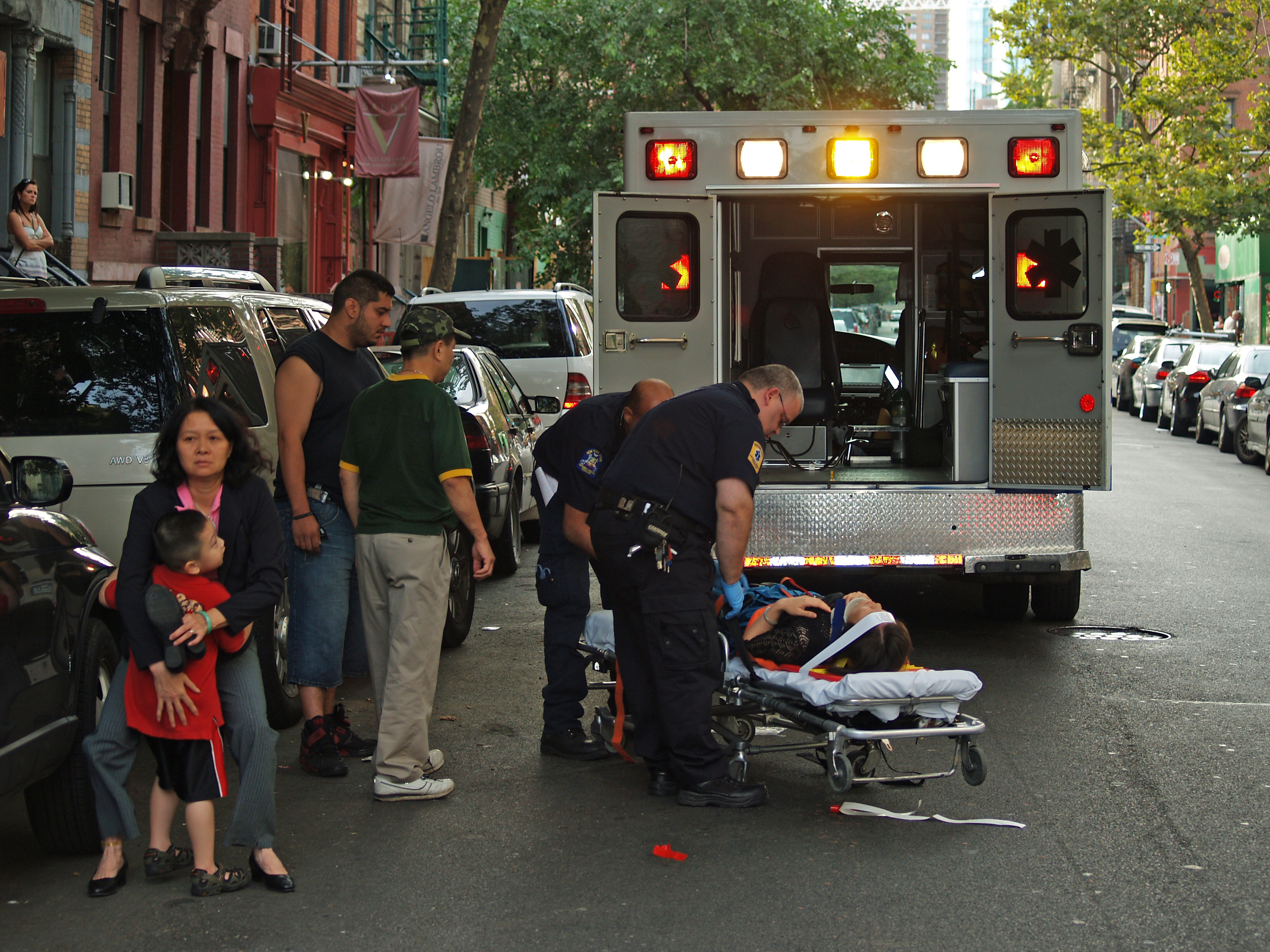
一輛服務紐約市的救護車
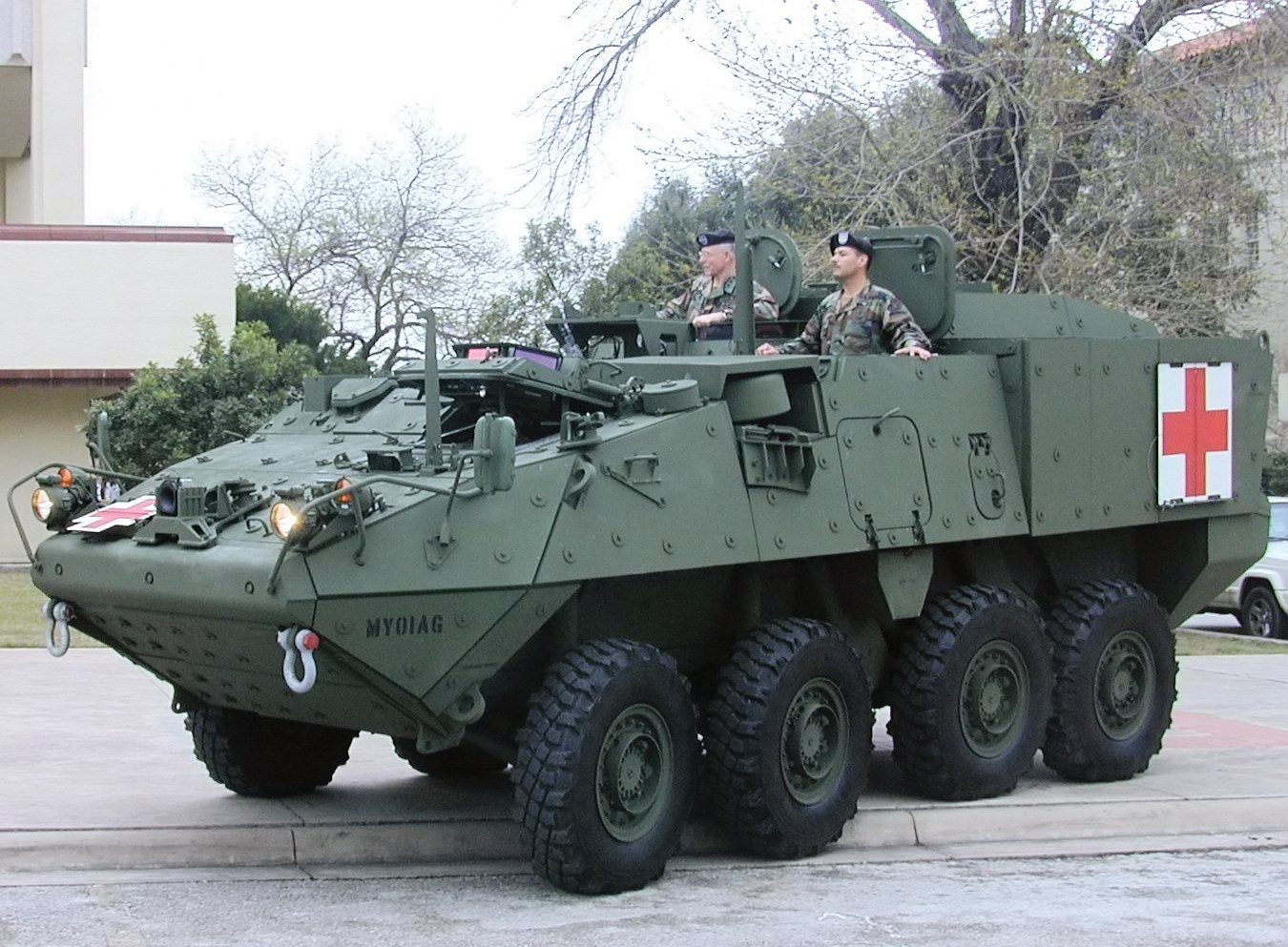
史崔克的戰場救護車

## 以電單車作為救護車
早在第一次世界大戰期間，英、美、法等參戰國已經因為電單車的輕巧，而開始研究以電單車作為救護車的可行性。
救護電單車是一種輔助或獨自進行緊急醫療服務的緊急車輛，一般不運載病患；但在一些地區，會使用拖架或邊車（Side car）運送病人。救護電單車的優勢，是能夠在交通繁忙或道路狹窄的地方，以遠遠超過標準救護車的速度處理緊急醫療個案。目前，全球有多個國家或地區採用救護電單車。

### 非洲

#### 肯亞
作為英國的國際發展部五千萬英鎊的國家方案（2009年）一部分，Magunga 衛生中心目前經營電單車（邊車）救護服務。

#### 馬拉維
電單車被用來在馬拉維偏遠農村地區，以幫助婦女往返產科保健設施進行分娩或必要的產前檢查

### 亞洲

#### 香港

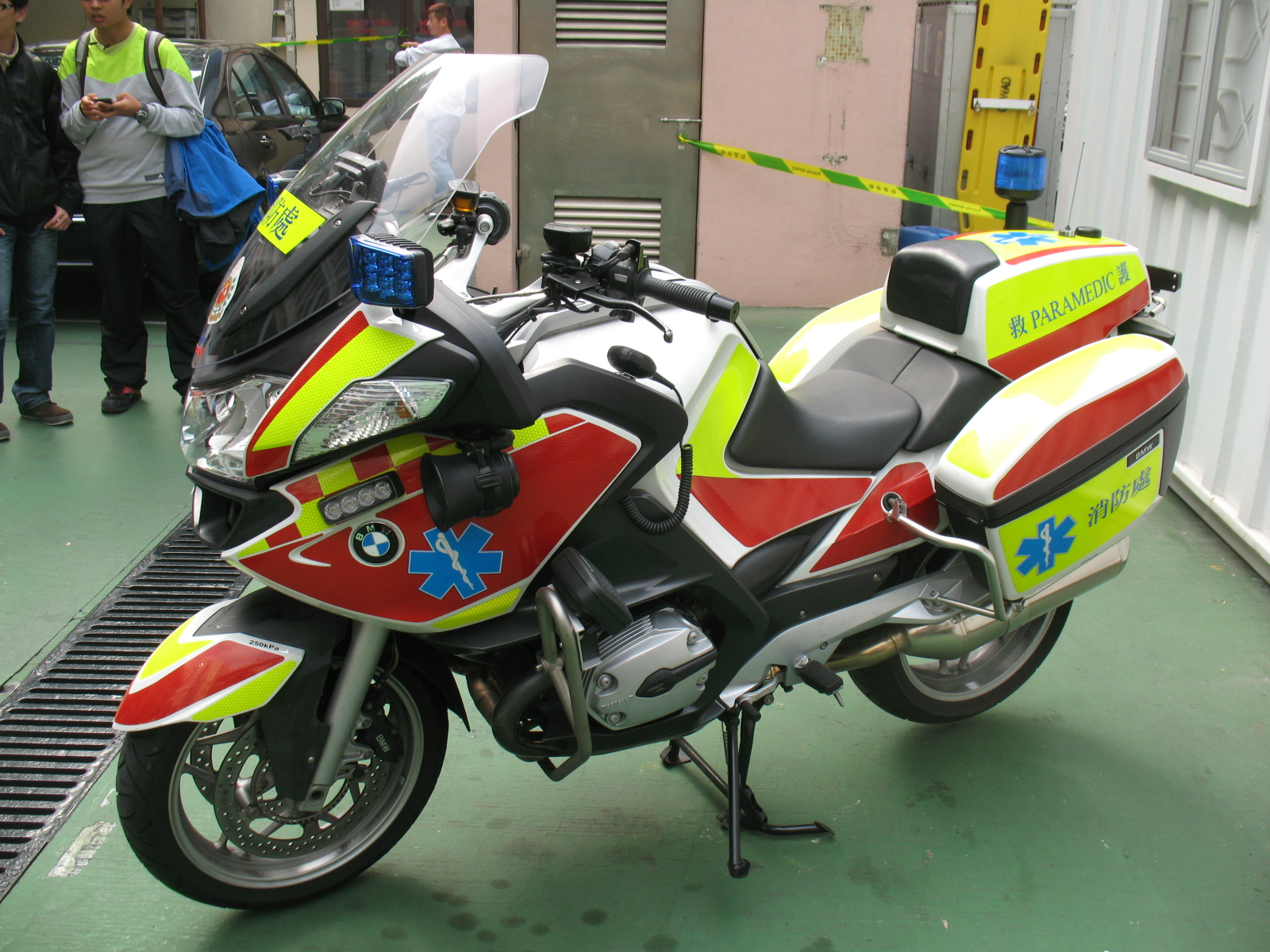
香港消防處急救醫療電單車，型號為寶馬R900RT

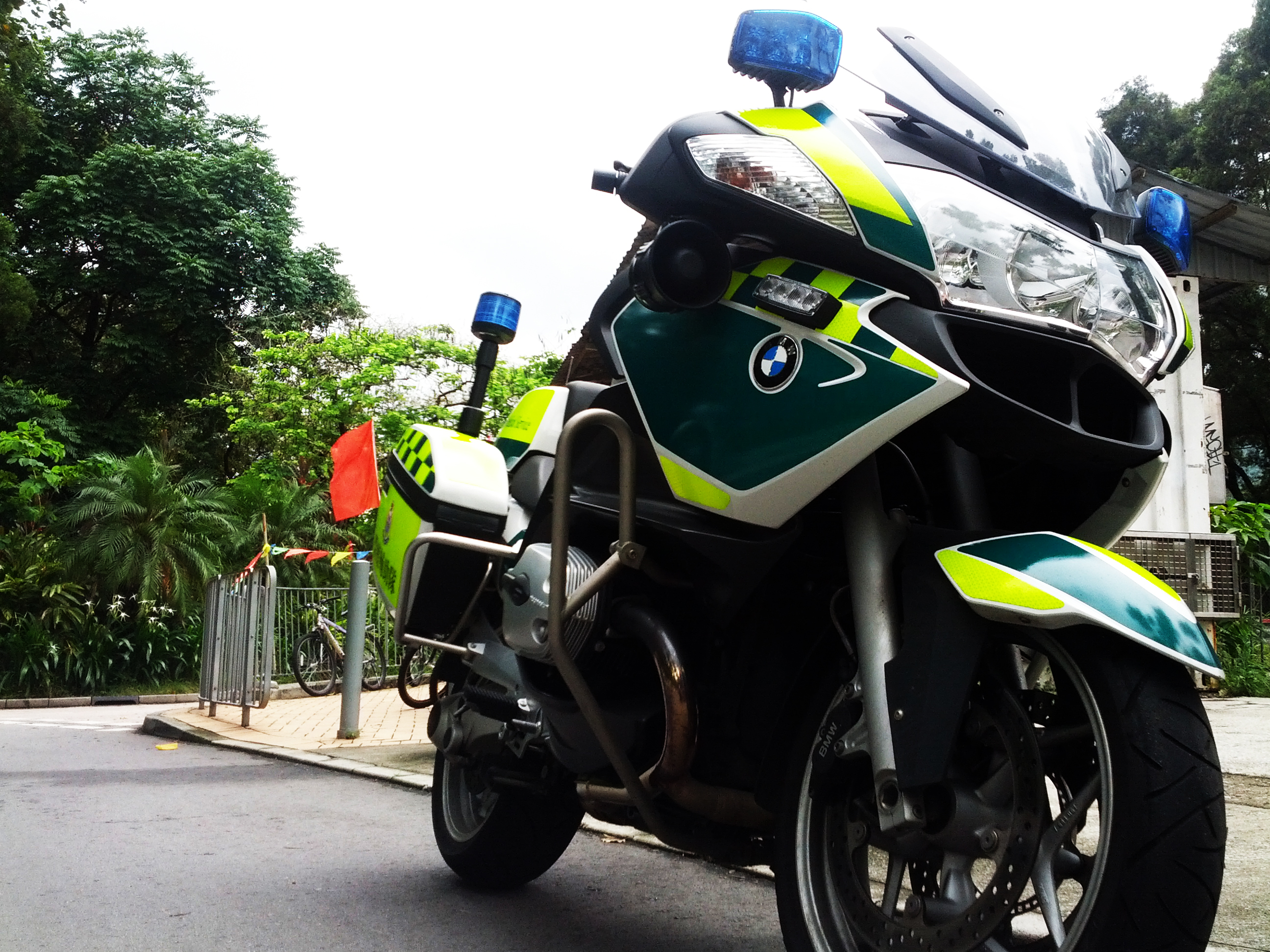
香港醫療輔助隊災難醫療助理電單車，型號為寶馬R900RT

香港消防處於1982年試用救護電單車。起初，只有兩輛電單車駐紮在摩理臣山救護站。 1986年，消防處認為試驗成果滿意，於1987年增購七輛電單車作全面試驗，分別駐守沙田、梨木樹、長沙灣、馬頭涌及摩利臣山救護站，另有一輛駐守上環消防局。1988年消防處檢討後，認為計劃成功，故於1989年，增編至15輛救護電單車並駐紮在多個救護站。
消防處的急救醫療電單車，適用於交通擠塞、路面狹窄或救護車輛因各種原因受阻而未能於召達時間到場而岀動。每一輛急救醫療電單車都配備有急救醫療器材，由一名受過嚴格訓練的急救醫療助理在事件現場為傷病者進行全面的病人評估，以提供全面的院前輔助醫療服務。
現時，消防處擁有36輛救護電單車。消防處目前採用的救護電單車型號主要有本田ST1300P和寶馬R900RT。
此外，另一個提供緊急醫療服務政府部門，醫療輔助隊，亦使用救護電單車，型號是寶馬R900RT。

#### 日本

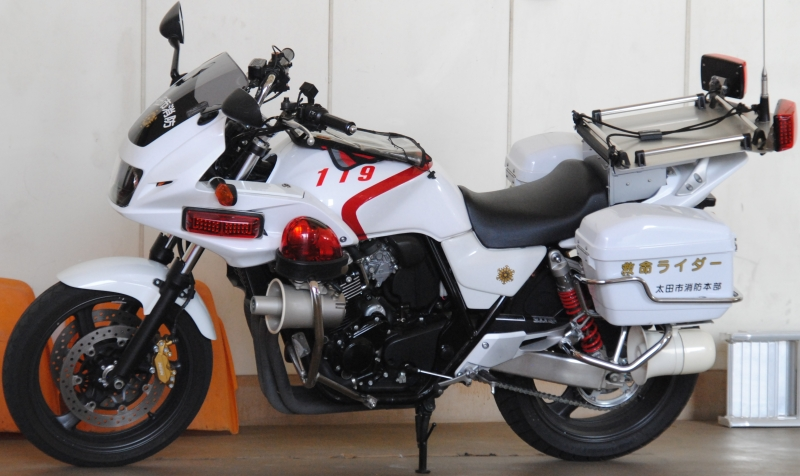
日本群馬縣太田市消防本部的救援電單車

日本消防部門在一些地區使用越野電單車作為緊急車輛。在小街道和交通繁忙的大城市地區相當有用。越野電單車有助於處理城市周圍很多的山地丘陵的個案。有些部門偏好將兩三輛電單車編為一小隊。其中一輛電單車攜帶急救箱和／或自動體外心臟去顫器。小隊其他車可能進行攜帶滅火和／或救援設備。大多數隊員是受急救培訓的消防先遣人員，和／或輔助醫療人員。每個隊員穿輕量消防服和駕駛電單車專用的消防頭盔。這些電單車有自己的無線電台、貨物托架、閃燈和警報器。

#### 台灣
2002年11月由民間企業捐贈臺北市政府消防局救護機車及裝備

### 南美洲

#### 巴西
自2000年起，聖保羅消防隊採用本田電單車（葡萄牙文：Motos Operacionais de Bombeiros，被稱為“M.O.B.s”，意为“消防队用摩托车”），來减轻交通對傳統救護車的影響。該電單車攜帶各種急救設備（包括基本救援脫困工具和滅火設備），並以兩車一組進行工作，頭車攜帶急救箱和靜脈注射液，而後車攜帶更先進設備，包括自動體外除顫器、吸痰器及緊急接生包。 
其它州的消防部門，如米納斯吉拉斯、南馬托格羅索州和伯南布哥的消防部门，自2008年採用了救護電單車。2008年8月，聯邦緊急醫療服務（法文：Service d'Aide Médicale d'Urgence，簡稱SAMU），采购了400電單車作為救護車，並於2008年12月和2009年之間部署于全國。

### 歐洲

#### 英國

##### 英格蘭
在英國，電單車作為國家衛生署緊急醫療服務和聖約翰救傷隊的快速反應車輛。

##### 威爾士
威爾士聖約翰救傷隊試用成功後引入了三輛電單車，一輛本田Transalp駐在 Newtown，一輛 寶馬 R1200RT 駐紮在首府加的夫的中心，還有一輛寶馬 F650，涵蓋南威爾士區。這些救護電單車將主要用於在自行車比賽等重大活動，或者救護車難以移動通過人群的地方作為初步反應單位。這些電單車已被用在加的夫半馬拉松賽、2010年巡迴賽的英國自行車賽、以及萊德杯大賽。

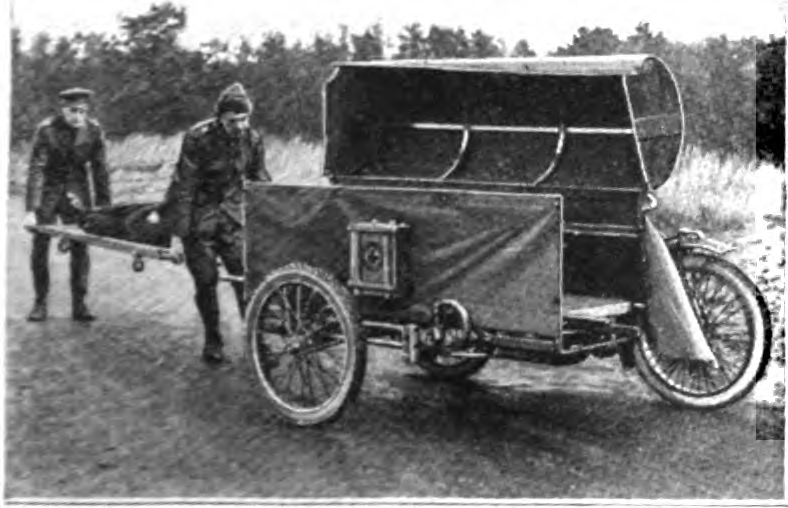
1918年的救護電單車
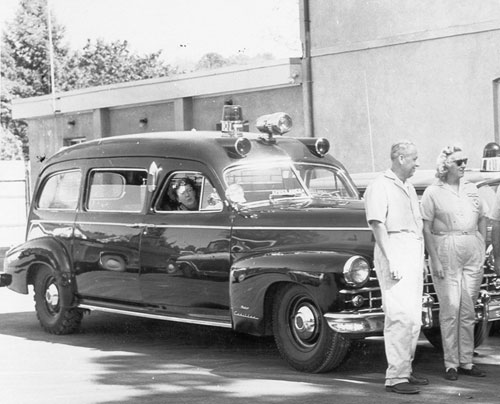
1948年的卡迪力克 "Meteor" 救護車
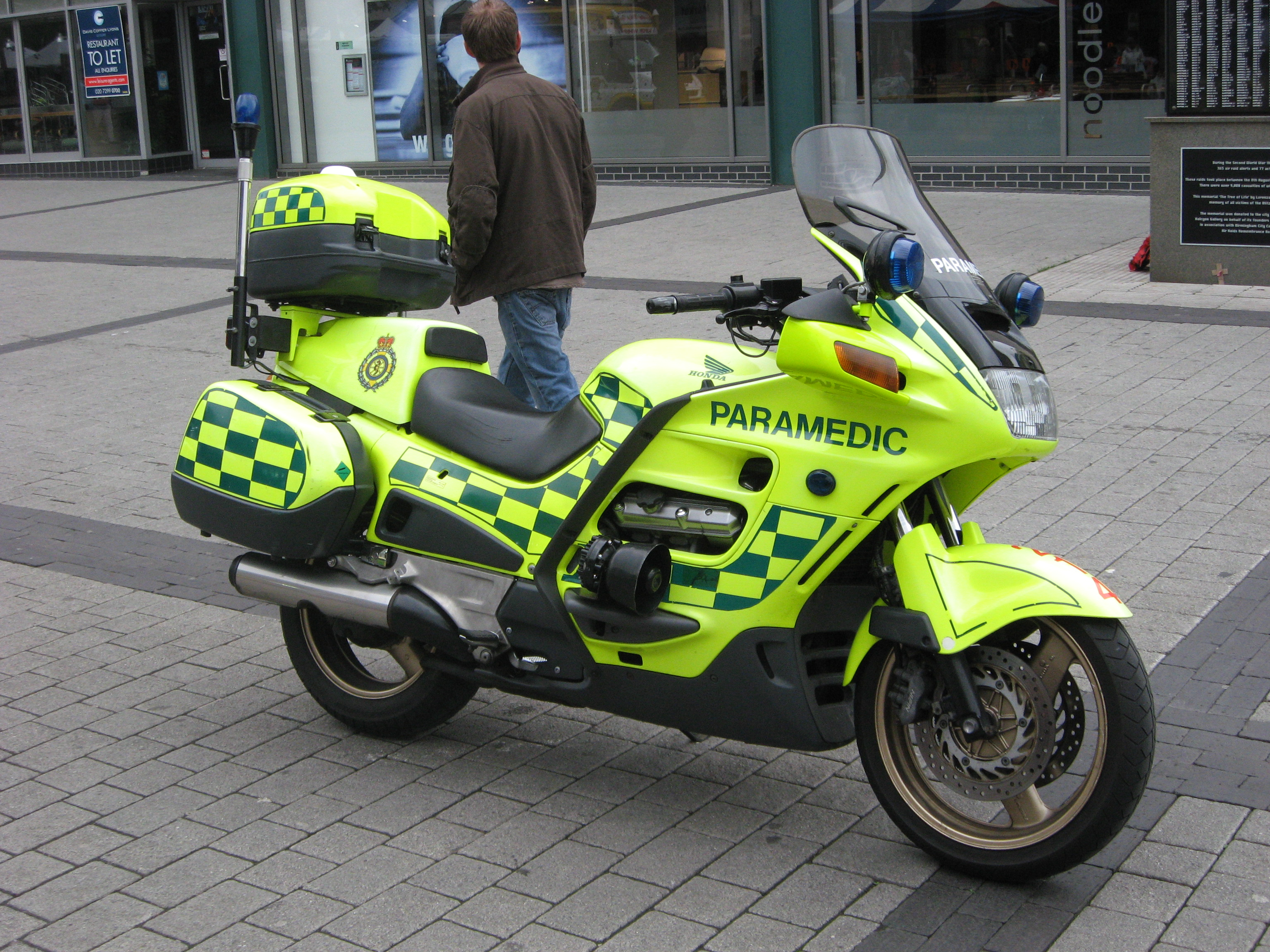
一輛服務伯明翰的本田ST1100型號的救護電單車
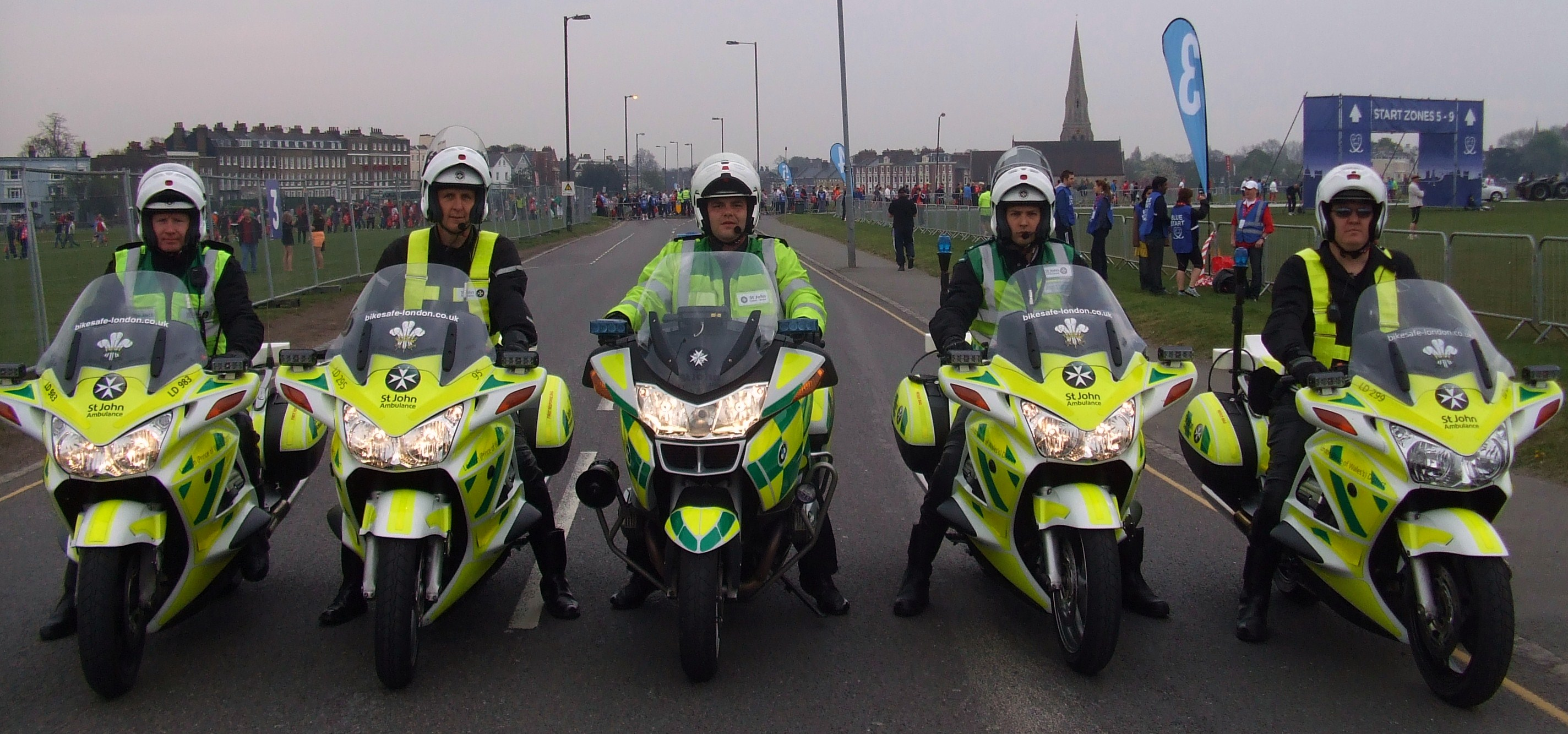
倫敦的本田ST1300和寶馬R1200RT-P型號的聖約翰救護電單車
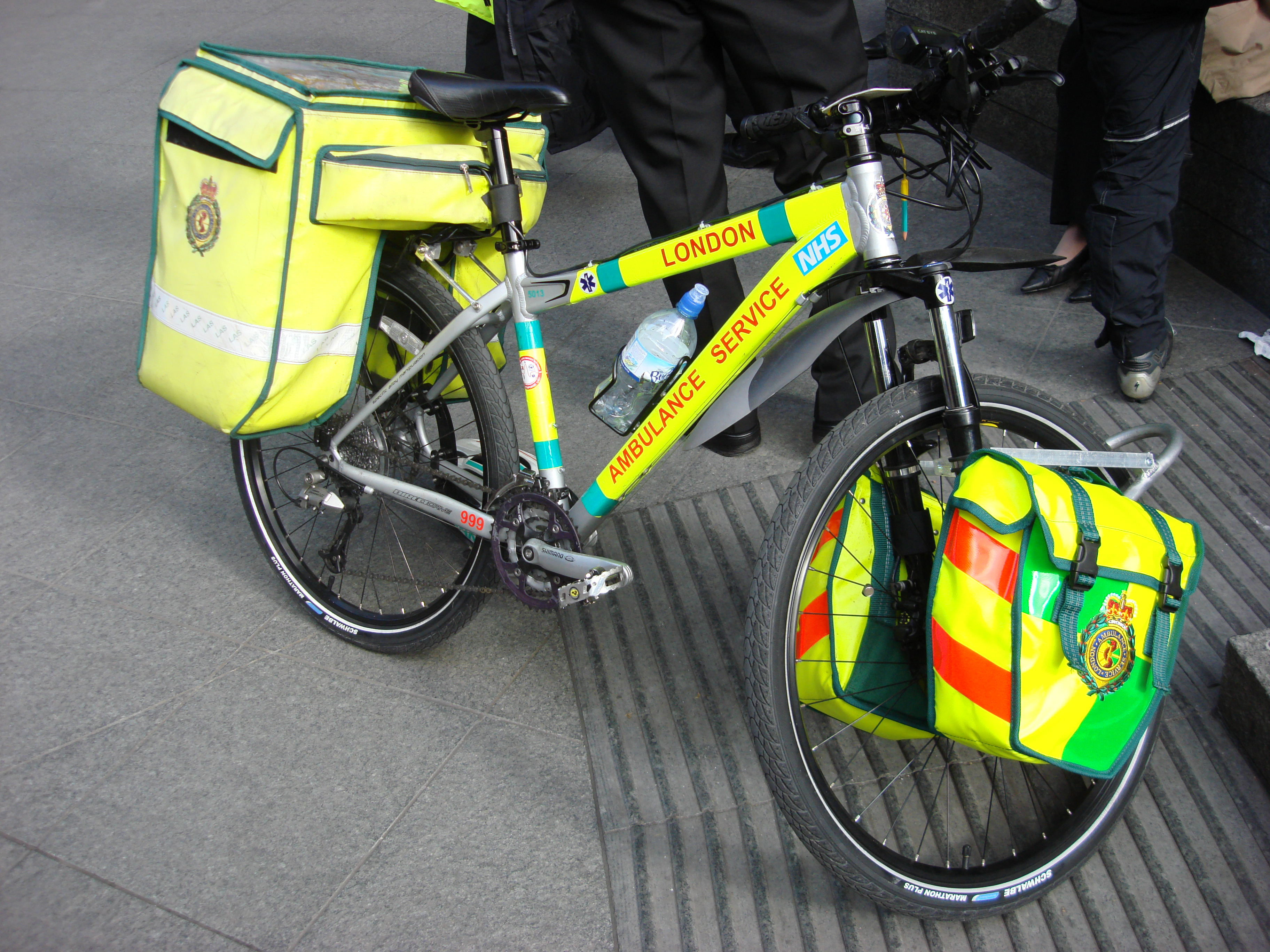
倫敦救護服務轄下的急救單車

## 相關
- 寶騰
- 黄色救护车
- 新店救護車阻擋事件

## 外部連結
- 香港醫療輔助隊 （页面存档备份，存于）（繁體中文）
- 香港聖約翰救傷隊（繁體中文）
- 香港消防處 （页面存档备份，存于）（繁體中文）
- 2008年某國的救護車行駛在高速公路 （页面存档备份，存于）（沿路車輛自動讓道）（英文）